# Шпитьки
Шпи́тьки — село в Україні, в Бучанському районі Київської області. Населення становить 2289 осіб. Входить до складу Дмитрівської сільської громади.

## Історія

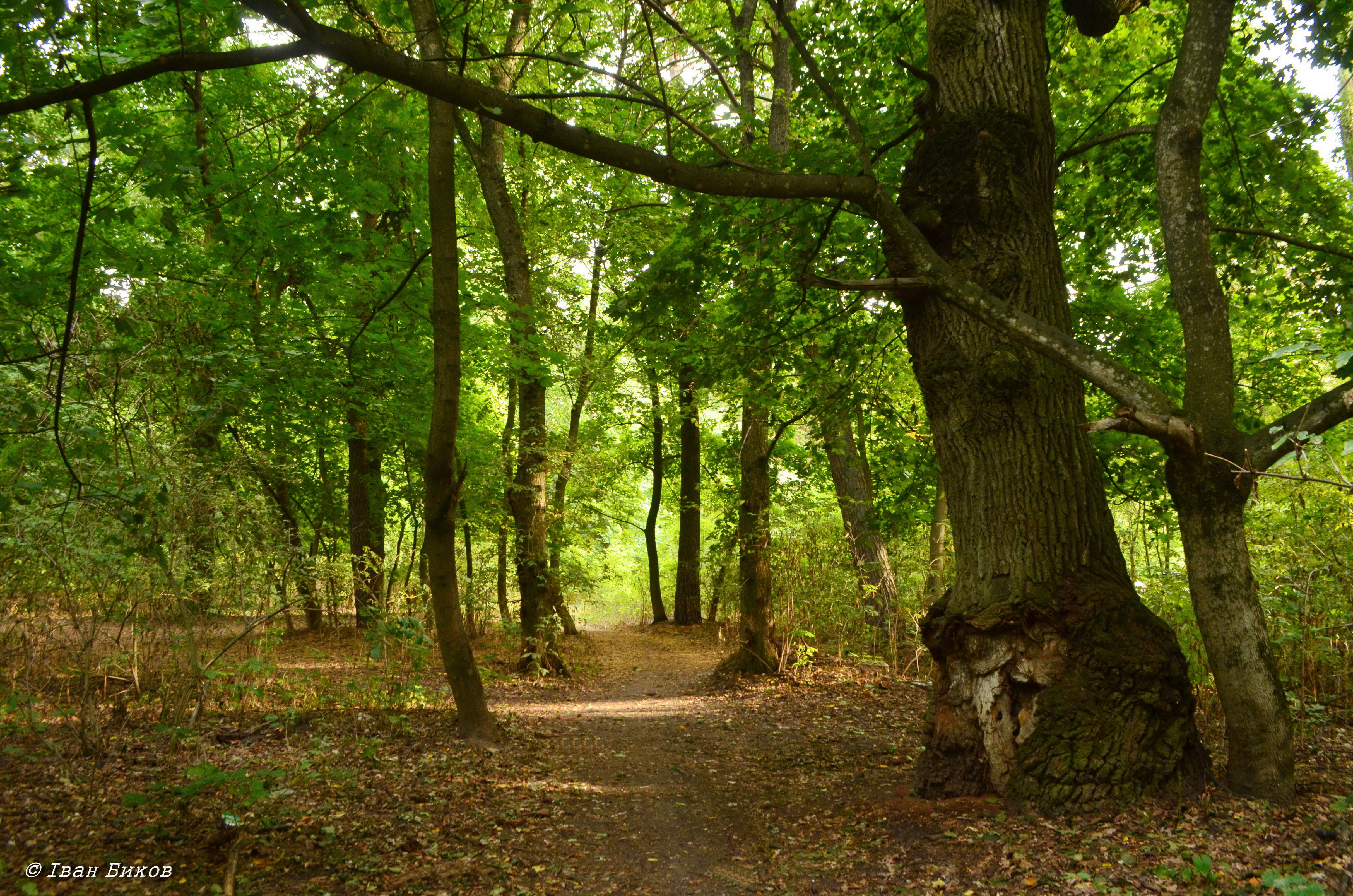
Шпитьки. Ландшафтний парк колишньої садиби І. М. Терещенка

Село Шпитьки — один з найстаріших населених пунктів Києво-Святошинського району. Точна дата заснування його невідома. В досліджених архівних документах перша згадка про село датується 1720 роком («Інвентарь Ясногородской волости, с показанием крестьянских повинностей»). Проте інші свідчення дають серйозні підстави засумніватись в тому, що даний населений пункт виник на початку 18 століття. Орієнтовно періодом заснування Шпитьок слід вважати 10-13 століття.
«Старожили села розповідають, що в новій сільській церкві, яка мала багатющу бібліотеку, на окремому столику перед іконостасом лежала рукописна книга, в якій була записана історія села Шпитьки. Під час служби батюшка часто брав і читав цю книгу. В ній говорилось про те, що село виникло в 13 столітті. Коли в 1240 році орди хата Батия спалили місто Київ і Білгород, уцілілі їх жителі, ховаючись на околицях в зручних безпечних місцях, засновували нові поселення. Одним з таких поселень і стало село Шпитьки. Могутній ліс, топкі болота, що були навкруги, робили село важко доступним для ворога».
У більш ранні часи в цих околицях жили християнські монахи, які заснували там кілька монастирів. Свідченням цього є місця на південній схід від села Шпитьки, які називаються Ченець і Черниці. За переказами в давні часи там стояли відповідно чоловічий і жіночий монастирі. Ще один монастир був на північ від села в районі Чистого озера в болотистій місцевості. Церква цього монастиря поступово опускалась в трясовину аж поки не була поглинута нею повністю. Це місце зараз називається Ковтоба.

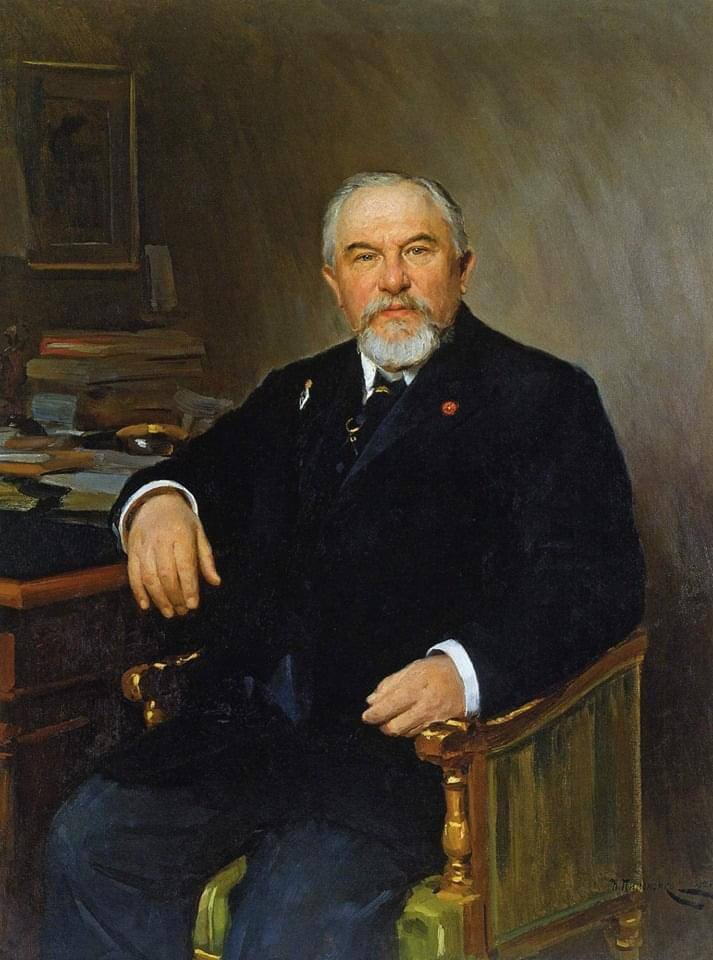
Терещенко Нікола Артемійович. Фото надав Віктор Огнев'юк

Наприкінці 60-х років ХХ століття було остаточно зруйновано церкву, бібліотеку та десятки рідкісних книг.
Є кілька версій походження назви села, але найбільш правдоподібною є та, яка стверджує, що слово «шпитьки» в перекладі з старослов'янського «ритися», «копатися». Тому назву села слід розуміти як копачі, землероби. Дуже ймовірно, що засновниками села були люди, основним заняттям яких було землеробство.
Село брало активну участь в козацькому русі. В XVIII столітті серед мешканців села було багато козаків. В 1735 році під керівництвом Олексія Кобця в Шпитьках була збудована дерев'яна Покровська церква, яку в селі звали козацькою, і простояла ця споруда до 1929 року.
Знало село також і гайдамаків. В архівах Південно-Західної Росії є скарга польського священника з села Шпитьки Сімсона Левицького в Київський магістрат на гайдамаків Борщагівського монастиря про те, що вони пограбували цього священника.
В 1720 році село належало Польщі (в складі Польщі село перебувало до 1793 року). Кордон між Польщею і Слобідською Україною проходив по р. Ірпінь, і село Шпитьки належало до Ясногородської волості Овруцького старостату. Зі своєю історією село часто переходило із рук в руки, коли один поміщик змінював іншого. Польський пан Залеський продав Шпитьки Пану Підвисоцькому. Потім маєток перейшов до Стасова. В 1850 році село було куплене статським радником Михайлом Павловичем Добринським на ім'я своєї дружини Олени. Наприкінці XIX століття селом заволодів один з найбагатших магнатів України Олександр Ніколич Терещенко. Шпитьки стали його літньою резиденцією, де поміщик постійно бував зі своєю сім'єю. За часів Терещенка Шпитьки дуже змінились у своєму вигляді. До села пролягла брукована дорога. Був закладений парк з зоопарком і оранжереєю, ставками і фонтанами. В парку був споруджений панський маєток, будинки прислуги, водокачка, льохи, конюшня, іподром. В центрі села в 1895—1902 роках була збудована нова кам'яна Покровська церква, яка вражала красою ззовні, а особливо багатим інтер'єром. В 1887 році з'явилась нова двокласна школа, а неподалік від неї будинки священника, дяка, єврейської торгової сім'ї, магазин.
Донині маєток Терещенка не зберігся. Він почав руйнуватися одразу після смерті власника у 1911 році, а пізніше в 1914—1915 роках частина іподрому була знесена і на його місці був споруджений табір, де в бараках утримувались австрійські військовополонені першої світової війни. З часом будівля була повністю зруйнована.

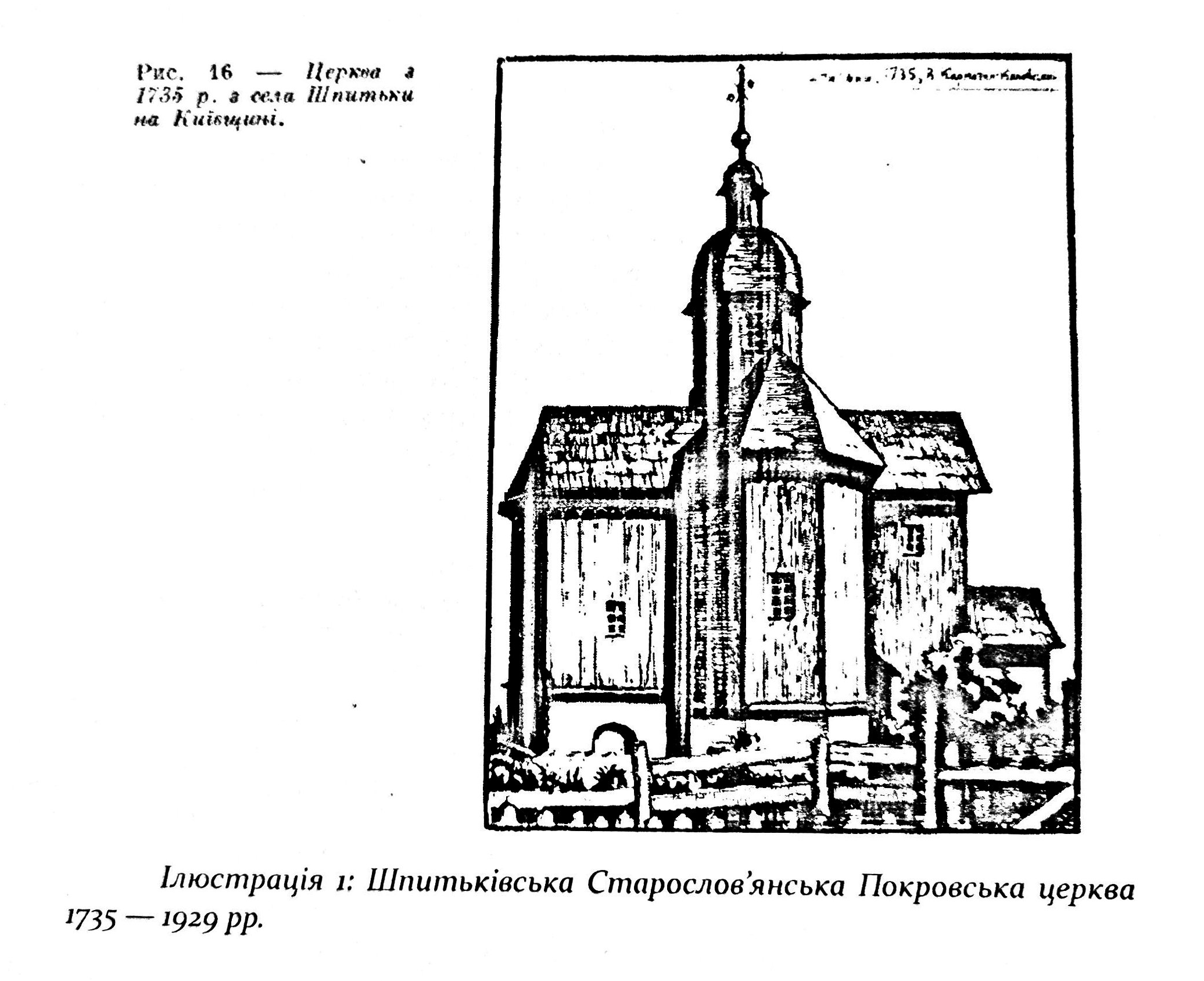
Старослов'янська покровська церква 1735—1929 рр.

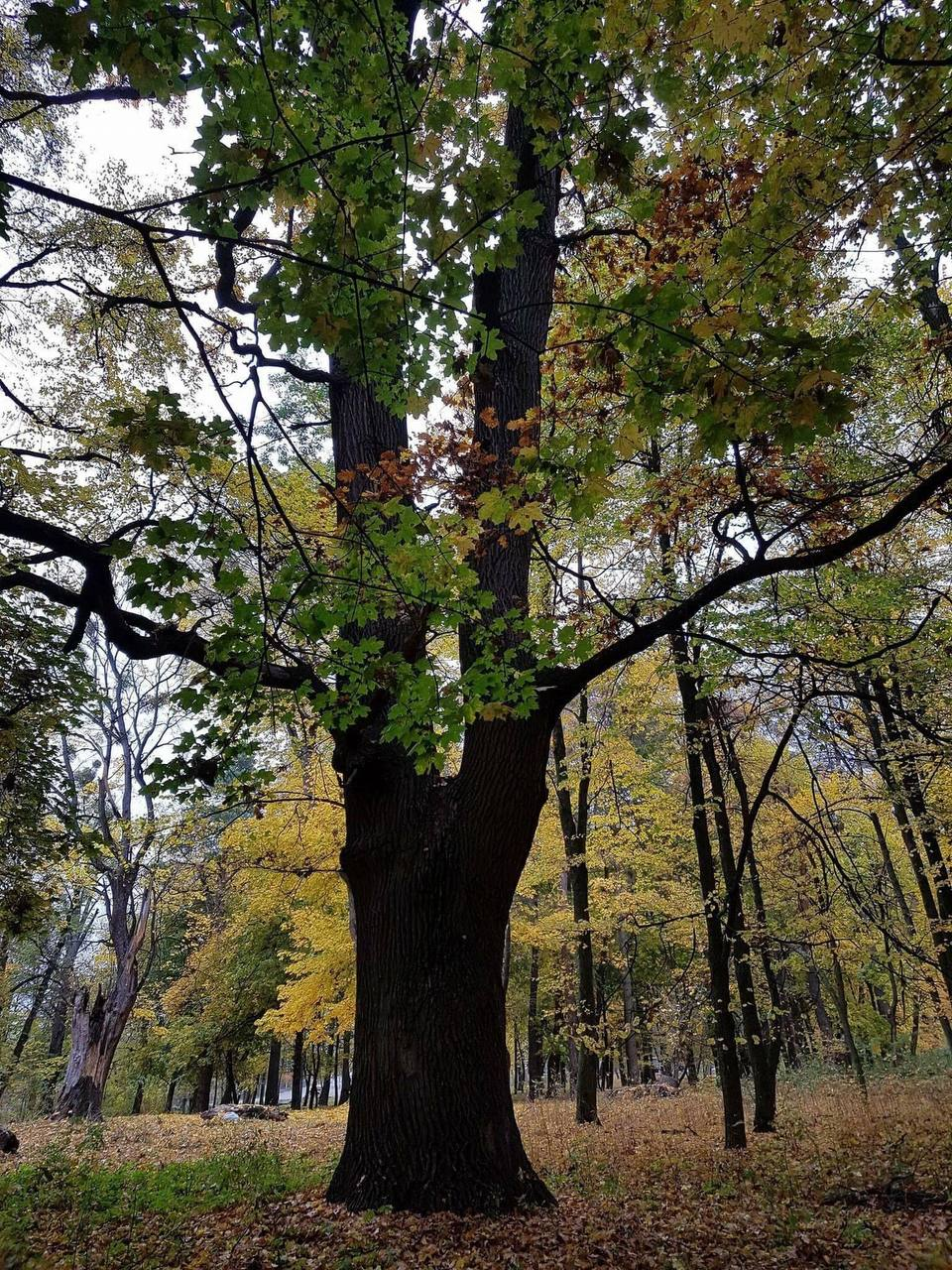
Зберігся найстаріший дуб понад 450 років. Фото надав Віктор Огнев'юк

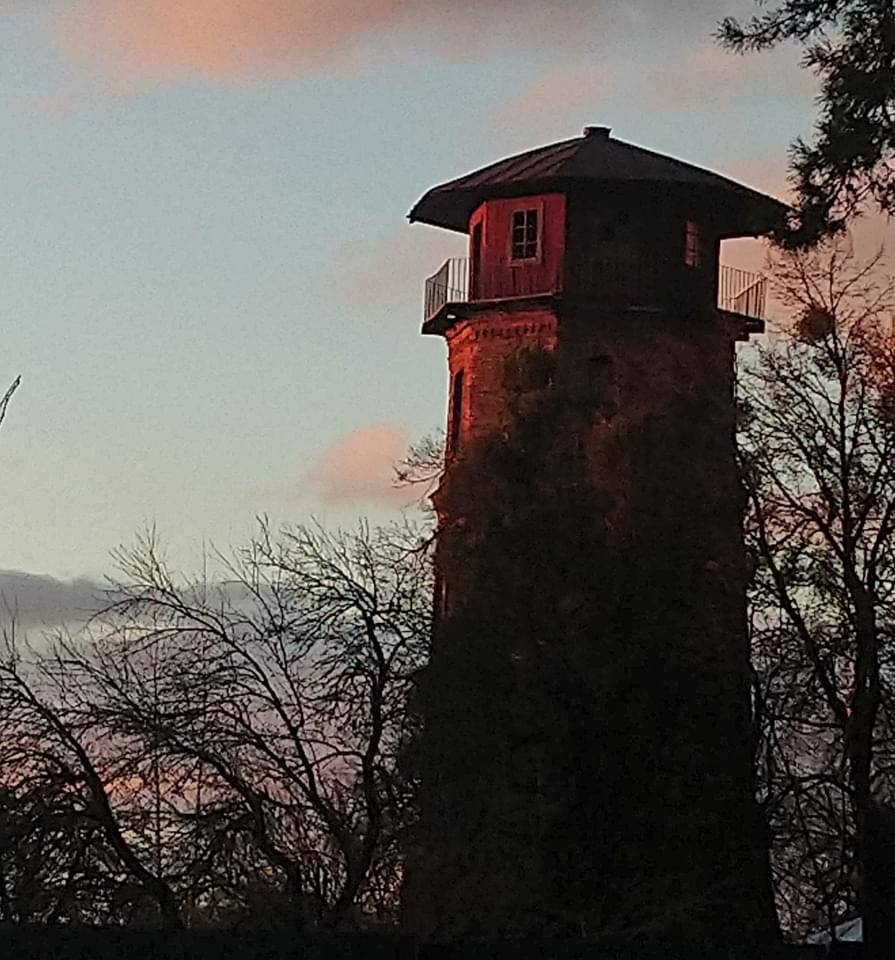
Башня. Шпитьки. Фото надав Віктор Огнев'юк

Зберігся найстаріший дуб понад 450 років.
В «Історії міст і сіл Української РСР» про Шпитьки початку 1970-х було подано таку інформацію:

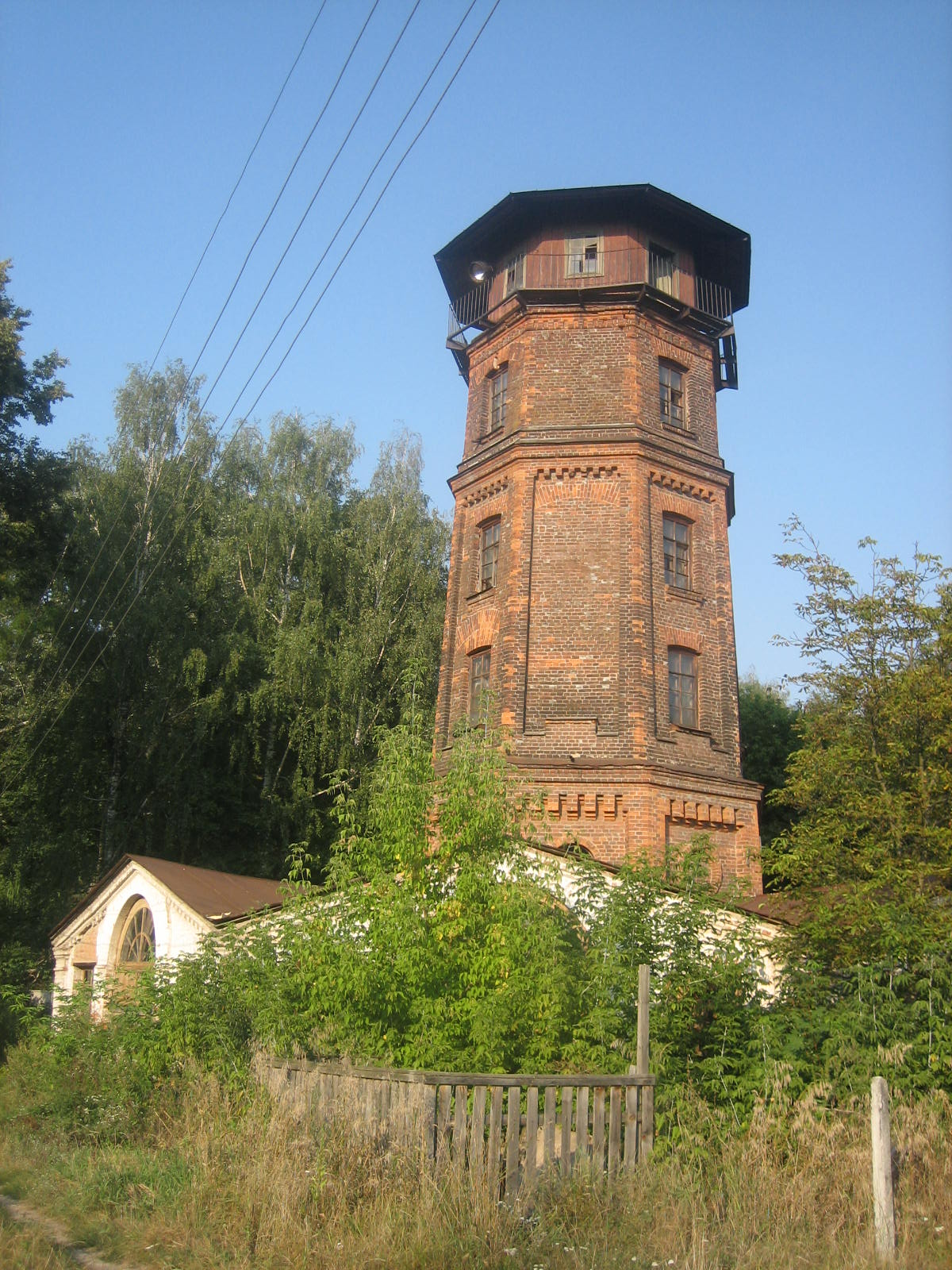
Водонапірна башта зі стайнею

| Шпитьки - село, центр сільської Ради, розташоване за 29 км від Києва і за 18 км від залізничної станції Святошине. Населення - 2210 чоловік. Сільраді підпорядковані населені пункти Горбовичі, Лісне і Мрія. У Шпитьках міститься центральна садиба радгоспу «Шпитьківський», який має 3795 га сільськогосподарських угідь, у т. ч. 1976 га орної землі. За трудові успіхи 16 передовиків виробництва нагороджені орденами й медалями, серед них директор радгоспу О. С. Кустовський- орденом Леніна. У селі працюють середня школа, будинок культури, бібліотека; є також дільнична лікарня і медамбулаторія. Перші згадки про Шпитьки в історичних джерелах належать до XVII століття. За мужність, виявлену на фронтах Великої Вітчизняної війни, 360 жителів села нагороджено орденами й медалями СРСР[4]. |
У дорадянський час у селі існувала дерев'яна Покровська церква, збудована 1735 року та поновлена коштом парафіян 1877 року. Метричні книги, клірові відомості, сповідні розписи церкви Покрова Пресвятої Богородиці с. Шпитьки Білогородської волості Київського пов. Київської губ. зберігаються в ЦДІАК України. http://cdiak.archives.gov.ua/baza_geog_pok/church/shpy_003.xml
Шпитьки — село в 2-х верстах на захід від Петрушок, при безіменному потічку, до Горбовичів поточним. Жителів обох статей 534. Церква Покровська, дерев'яна, 6-го класу; побудована в 1735 році Олексієм Кобцем (Сказання про населені місцевості Київської губернії або Статистичні, історичні та церковні нотатки про всіх селах, селах, містечках і містах в межах губернії знаходяться / Зібрав Л. Похилевич. — Біла Церква: Видавець О. В. Пшонківський, 2005. — 68-69)
17 липня 2020 року, в результаті адміністративно-територіальної реформи та ліквідації Києво-Святошинського району, село увійшло до складу Бучанського району.

## Сучасне села Шпитьки
За тиждень до повномасштабного вторгнення рф в Україну в селі Шпитьки було створено ДФТГ (добровольче формування територіальної громади) «Скіф», яка налічувала 22 особи. В перший день війни 24 лютого 2022 року їх було вже 150, пізніше стало понад 660 осіб з 14 навколишніх сіл.  Добровольці ведуть охорону важливих інфраструктурних об'єктів, а також блокпостів: Шпитьки, Личанка, Горбовичі, Петрушки, Бузова.
Територіальна оборона не допустила в ці села ворога. Контролюючи його пересування на відрізку Житомирської траси від с. Березівка до с. Стоянка, добровольче формування взаємодіяло із ЗСУ та надавало відповідну інформацію про рашистів.
Державний прапор України в період найтяжчих боїв не припиняв майоріти у центрі села. 9 березня 2022 року, в день народження Видатного Українця, бійці територіальної оборони покладали квіти до пам'ятника Тарасу Шевченку.
14 травня 2022 року мешканці с. Шпитьки ухвалили рішення про перехід їхньої церкви до українського патріархату.
Село Шпитьки не було під окупацією рашистів, проте постраждало від артобстрілів. Близько 40 приватних будинків зазнало руйнувань.

## Пам'ятки

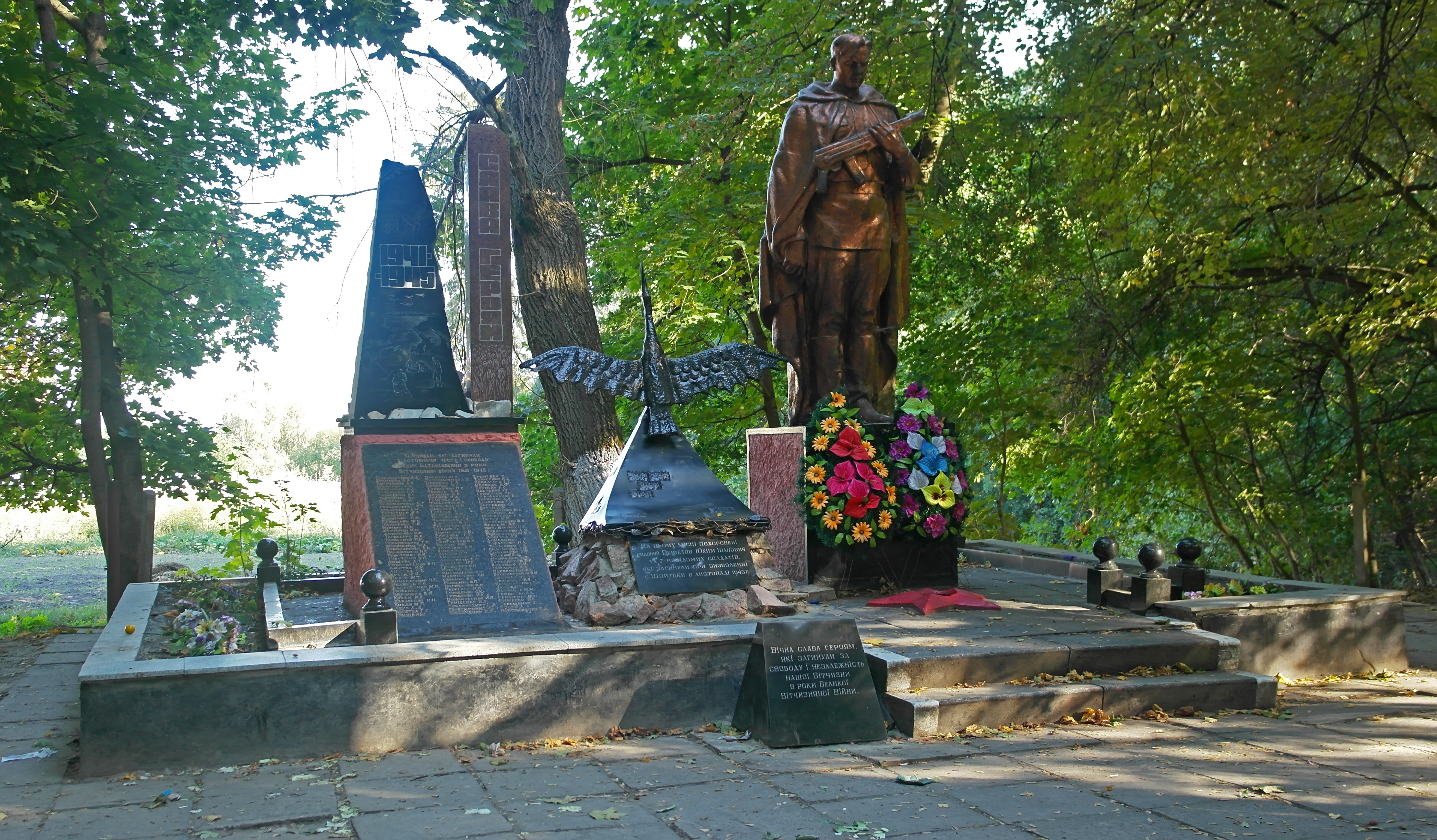
Братська могила воїнів Радянської Армії, які загинули в роки Великої Вітчизняної війни, село Шпитьки

У західній частині села знаходиться парк садиби Олександра Терещенка кінця 19 століття. У парку зростає багато вікових дубів (вік деяких дерев сягає 500 років), старовинні сосни, ялини та різні листяні дерева. В парку розташовано пам'ятник Невідомому солдатові з прізвищами мешканців села, які загинули на фронтах Другої світової війни.
Від маєтку збереглися водонапірна башта, стайня, льох.

## Відомі люди
- Бевза Петро Олександрович — живописець.
- Волотовський Юрій Вікторович — український актор театру та кіно, майстер спорту України з пауерліфтингу.
- Грищенко Анатолій Володимирович (1968—2015) — старшина Збройних сил України, учасник російсько-української війни.
- Огнев'юк Віктор Олександрович — доктор філософських наук, професор, академік Національної академії педагогічних наук України, ректор Київського університету імені Бориса Грінченка, директор Шпитьківської школи (1983—1990 рр.), ініціатор створення меморіальної дошки в Шпитьківській школі, активний учасник створення батальону «СКІФ».
- Стецюк Катерина Ісаківна — український історик і педагог.
- Царінний Вадим Іванович (1981—2015) — солдат Збройних сил України, учасник російсько-української війни.
- Ліщук Сергій Федорович (16.06.1975 р.н.- 2021), учасник АТО з березня 2015 р. по кінець 2020 р., має багато нагород, одна з них президентська.
- Кохан Максим Федорович, 6.03.1984 р.н., учасник АТО з березня 2014 по кінець 2019 р., учасник багатьох боїв, багато нагород, учасник тероборони.
- Шевчук Семен Полікарпович (1922—1988 рр.), директор Шпитьківської школи (1975-83 рр.), побудував нову Шпитьківську школу.
- Мигрин Тетяна Федорівна, 1951 р.н., найбільше із усіх директорів школи очолювала Шпитьківську школу (2003—2021 рр.).
- Вишняк Віктор Володимирович, вчитель Шпитьківської школи (1957 р.н., помер 1999 р.) підготував матеріали з історіі с. Шпитьки, на основі яких його колегами була видана книга « Село Шпитьки і околиці в кінці 19-го на початку 20-го століття», організатор шкільного історичного музею та встановлення меморіальної дошки в Шпитьківській школі.
- Герасименко Іван Панасович (10.05.1925 — 2011), вчитель Шпитькіської школи (1954—1999 рр.) підготував матеріали, на основі яких колективом школи була видана книга «Є таке село на Київщині».
- Кучеренко Іван Юхимович (11.04.1916 —), працював в Шпитьківській школі (1944—1986 рр.) під час війни втратив обидві ноги, утік з полону, працював самовіддано, був прикладом для всіх учнів, вчителів, односельців, до останніх днів іздив на велосипеді у всяку пору року.
- Корогода(Буравська, Замана) Надія Федорівна, 1952 р.н., працювала в Шпитьківській школі (70-80 рр.) і в будинку культури, Заслужена артистка України, лауреат багатьох міжнародних конкурсів, на 2023 р. працює в театрі українського фольклору «Берегиня».
- Романчишин Василь Григорович, 10.02.1960 р.н., працював в Шпитьківській школі та керував будинком культури в с. Шпитьки (70-80 рр.), керував районним, обласним відділами культури, був замміністра культури України, на 2023 р. — ректор Академії мистецтв ім. П.Чубинського.
- Близнюк Людмила Василівна (27.09.1977 — 14.11.2020), випускниця Шпитьківської школи, дуже відома, талановита співачка дуету «Горислава».
- Дегтяренко Віра Павлівна, випускниця Шпитьківської школи у 1964 р., золота медалістка, працювала позаштатним кореспондентом в газеті, видала п'ять книг: «Пам'ять», «Подолання», «Подорож у дитинство», «Дорогами життя», «Мій рід».
- Дехтяренко Валерій Павлович, 1.01. 1947 р.н.,випускник Шпитьківської школи у 1965 р., золотий медаліст, автор 32 наукових праць, працював на різних посадах, був заступником голови Києво-Святошинської райради, голова виконкому Київської організації Спілки наукових та інженерних об'єднань України, готує електронну книгу історії рідного села та займається питаннями створення історичних музеїв.
- Близнюк Людмила Василівна (1976 р.н. — 14.11.2020), випускниця Шпитьківської школи, відома українська співачка дуету «Горислава».
- Дубас Валерій Дмитрович, 1951 р.н., працював в Шпитьківській школі (1975—2015 рр.), перший в Києво-Святошинському районі і один із перших в Київській області «Заслужений працівник фізичної культури і спорту України», один з перших в школі — «Учитель — методист». Разом з Проньком Анатолієм Дмитровичем школа, єдина в Київській області, учасниця республіканських і всесоюзних фіналів «Старти надій». Дубас В. Д. видав на 2024 р. десять книг про освітянські заклади, їхню історію, про вчителів та учнів, про навколишні села та видатних людей, про вчителів та учнів 2-ї світової війни, серед книг - дві поетичні збірки: «Від душі», «Коріння пам'яті», «Рідна школа моя», «Життя земне! Яке все ж дивне ти!», «Завжди з рідним краєм у серці», «На дорогах життя», «Земля моя — мій рідний дім», «Нас поєднала рідна школа», «Коли душа наповнена любов'ю», «Школа, яка дала нам крила».

## Примітки

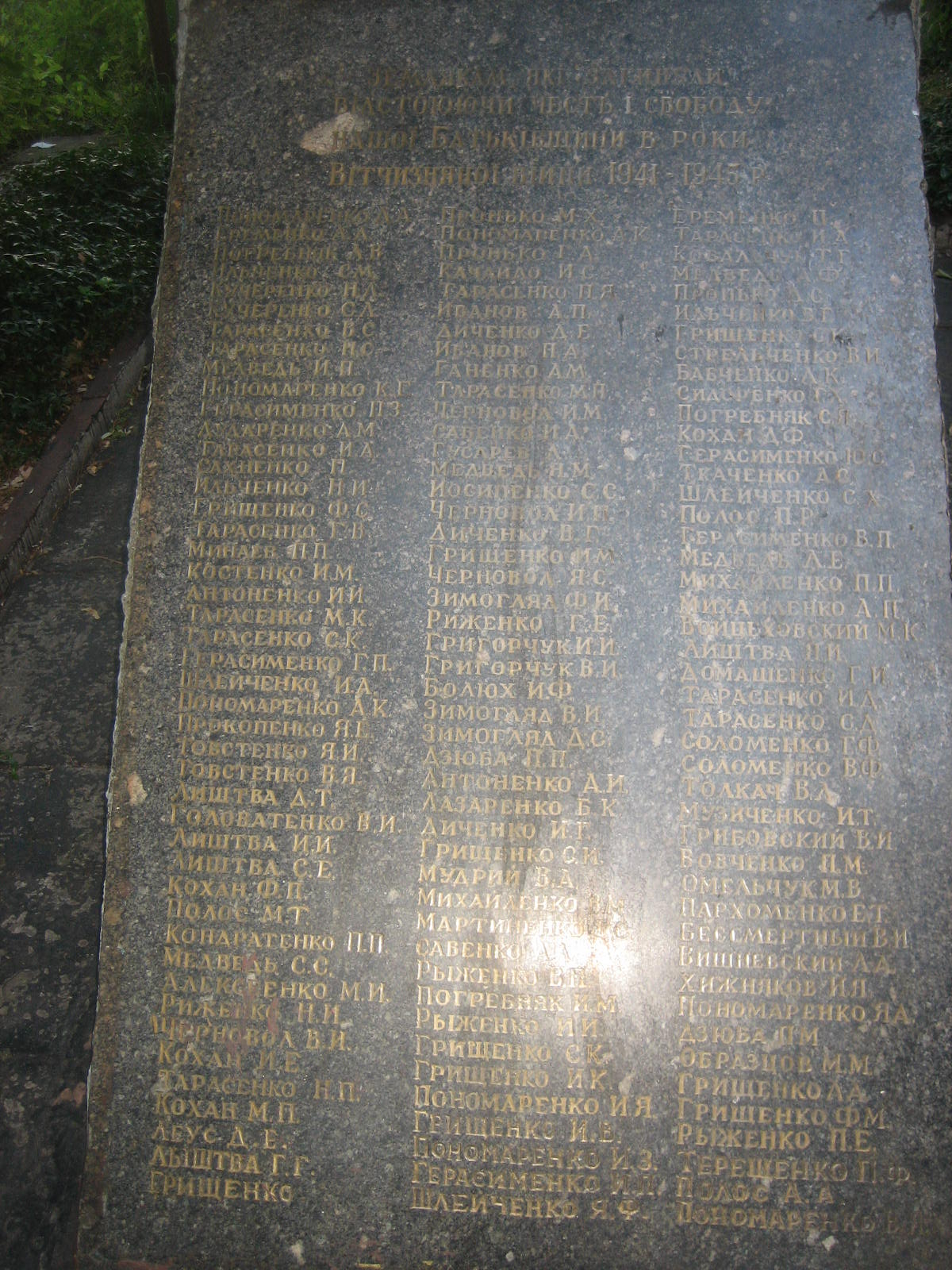
Список загиблих мешканців села на фронтах Другої світової війни

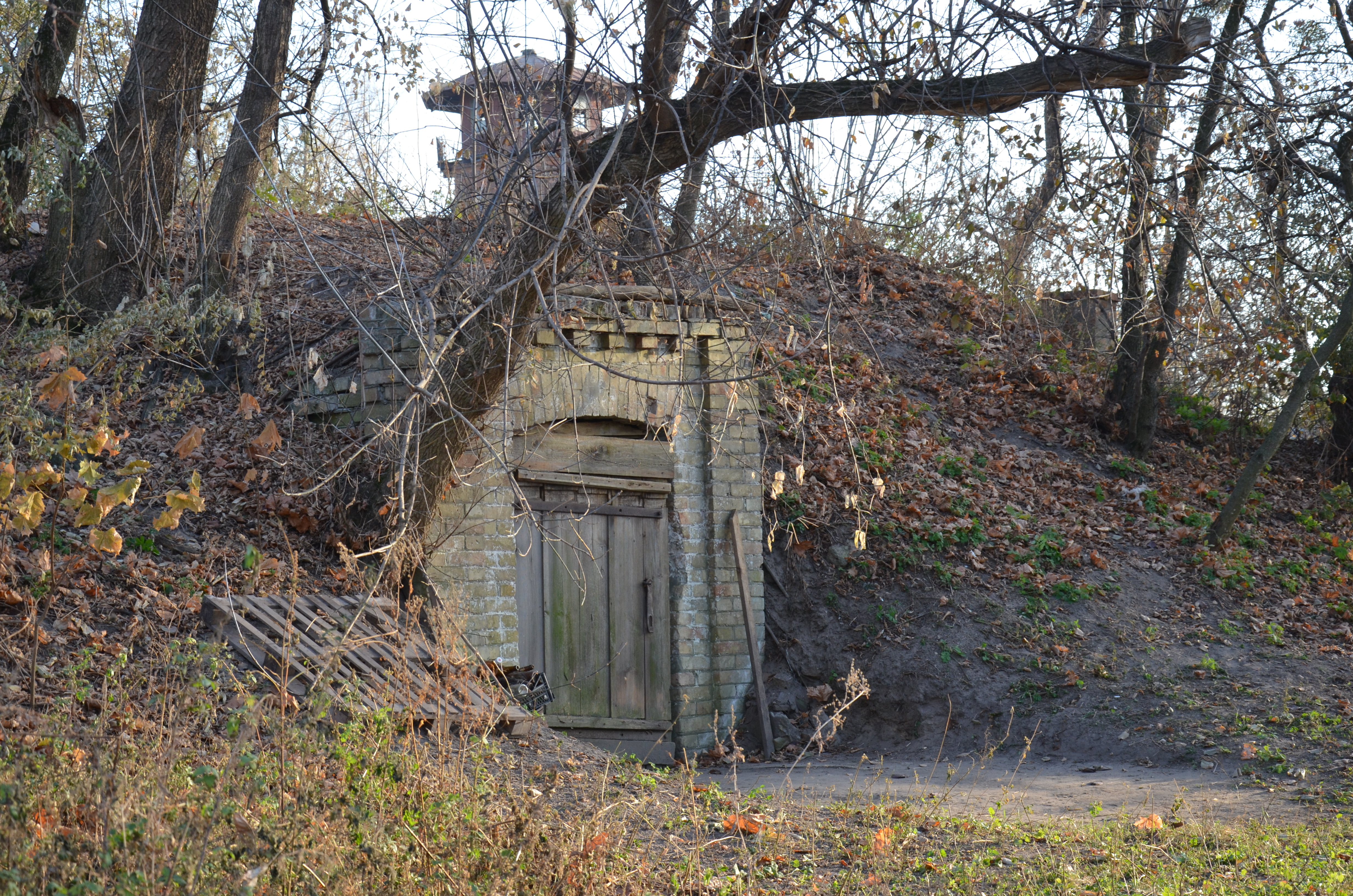
Погріб садиби Терещенка, що має два входи

Село Шпитьки. ДФТГ «Скіф». Фото надано Віктором Огнев’юком
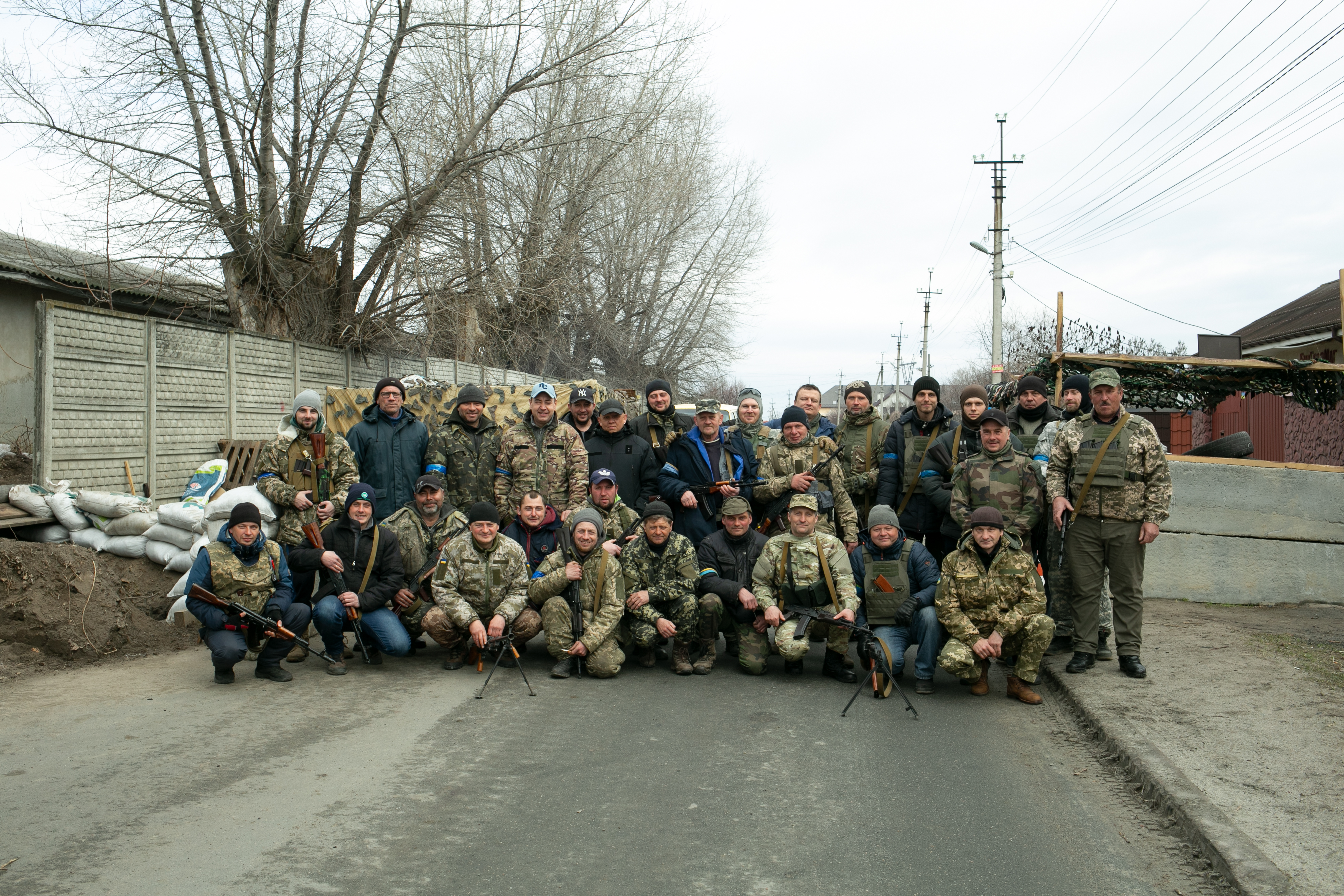
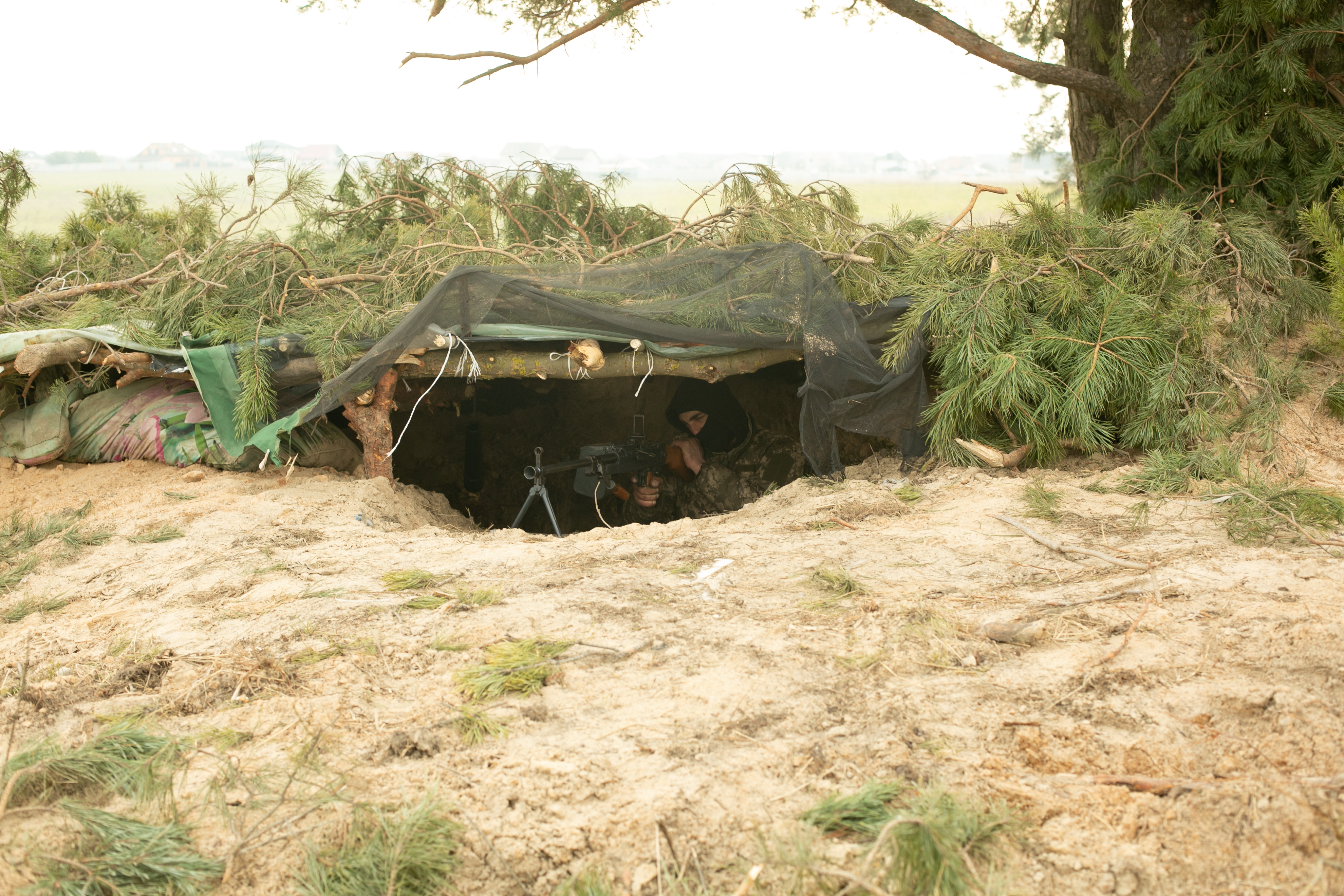
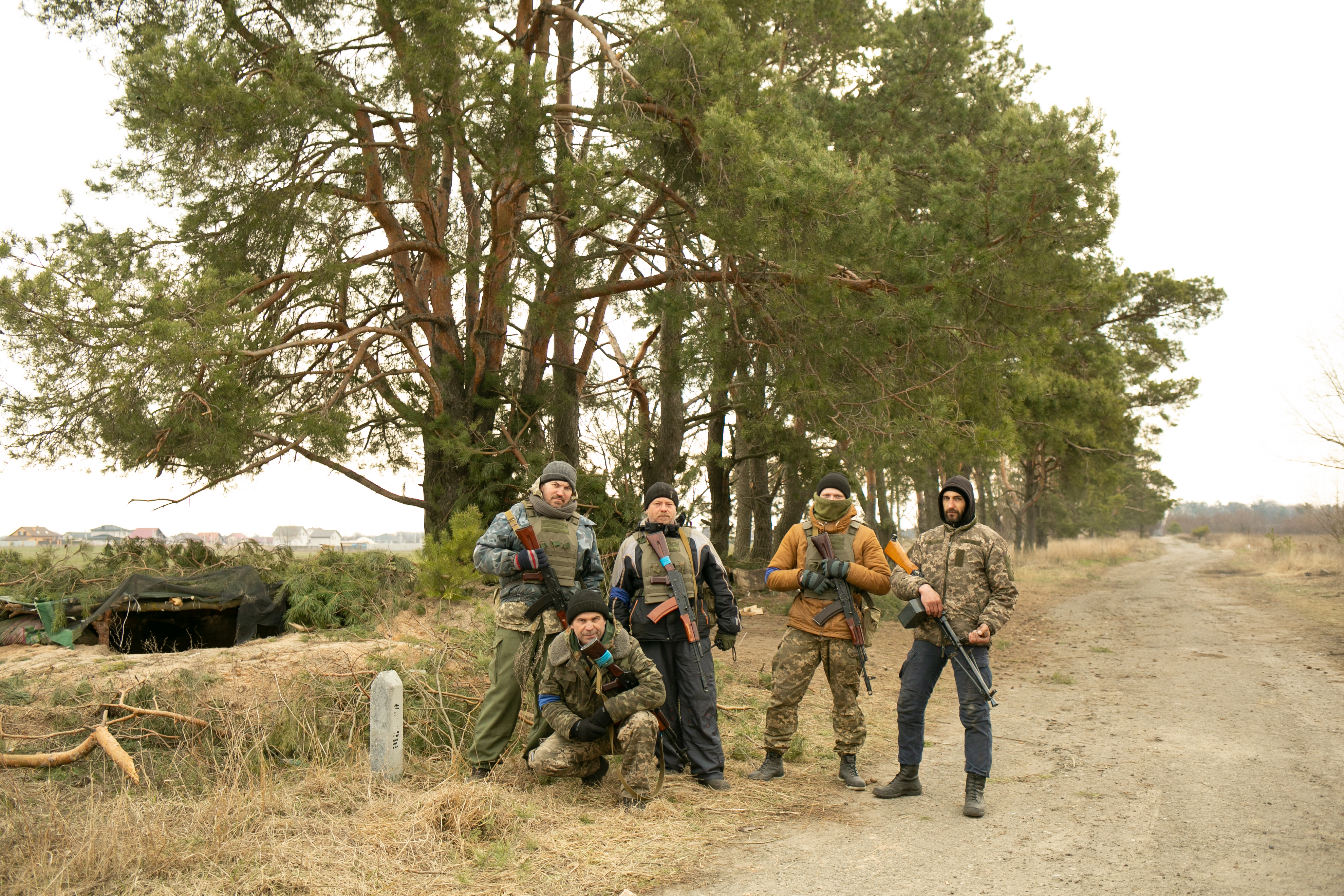
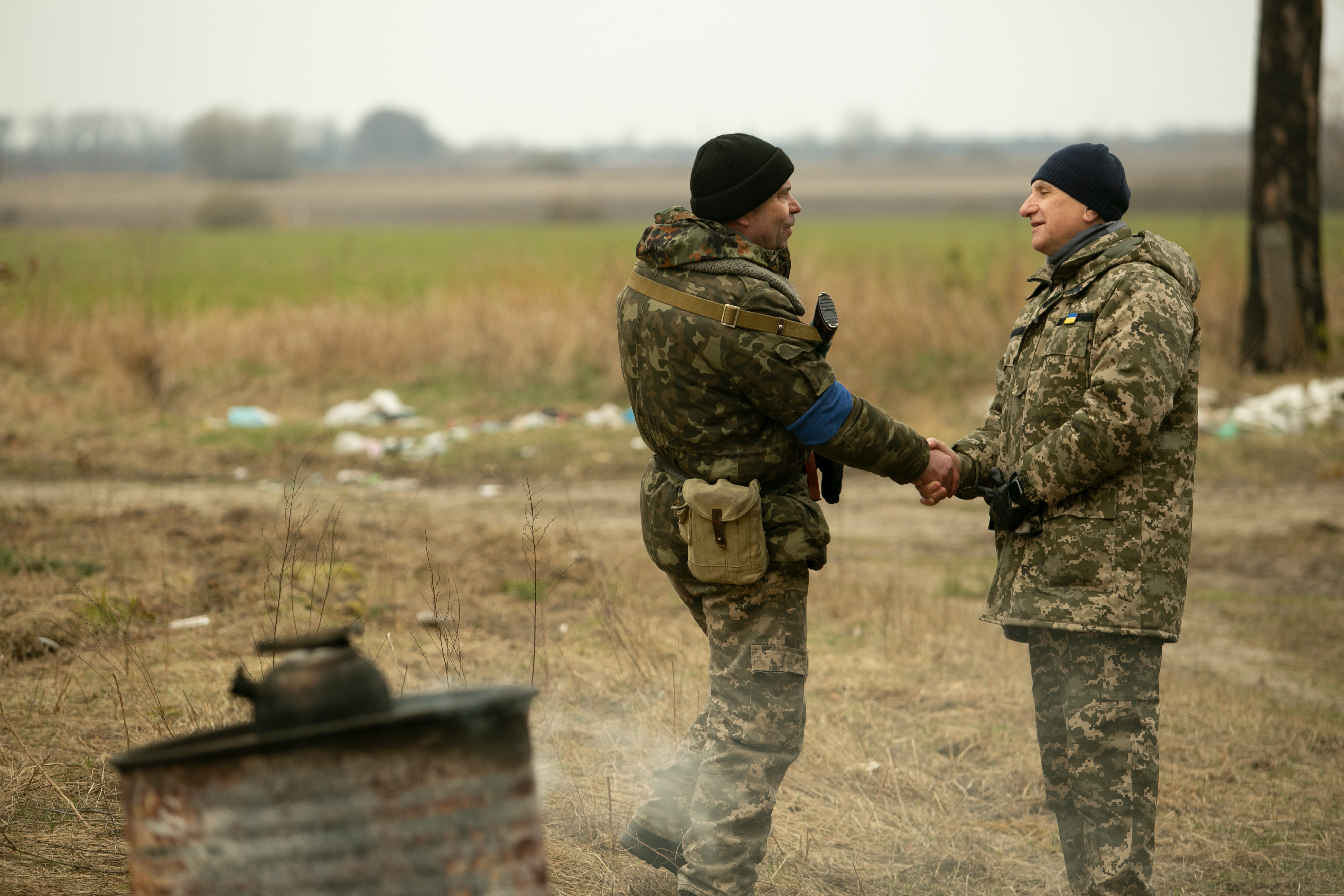
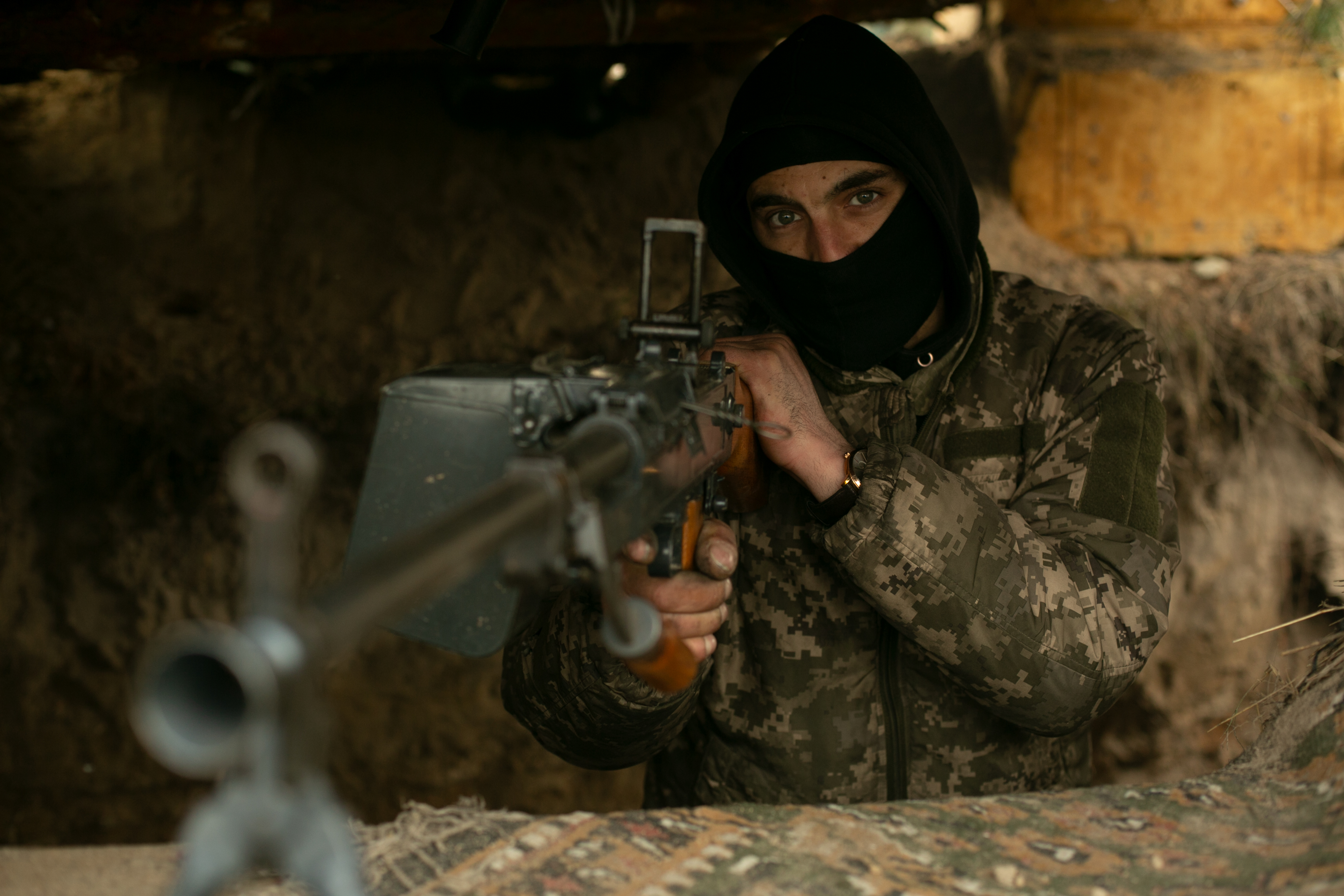
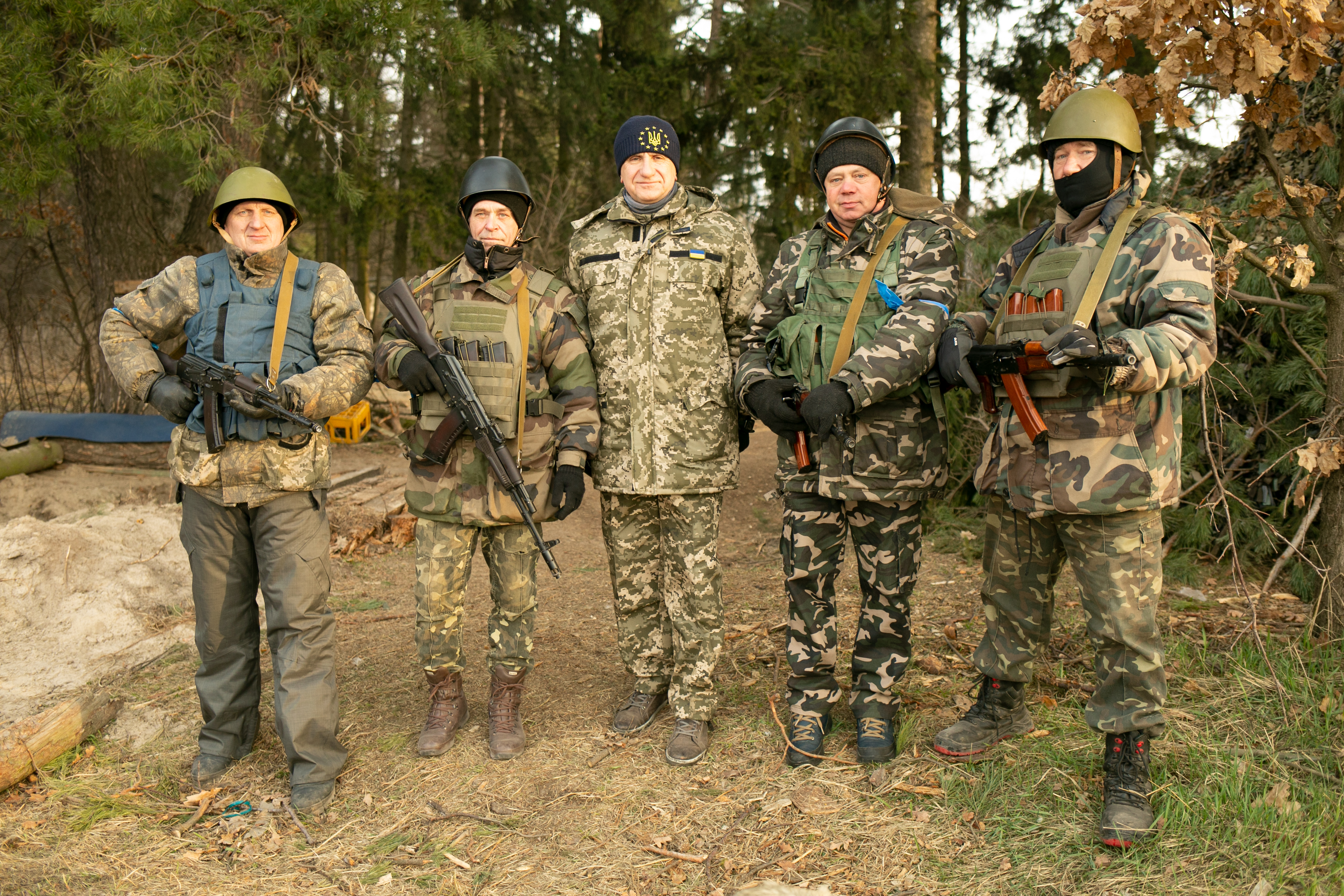
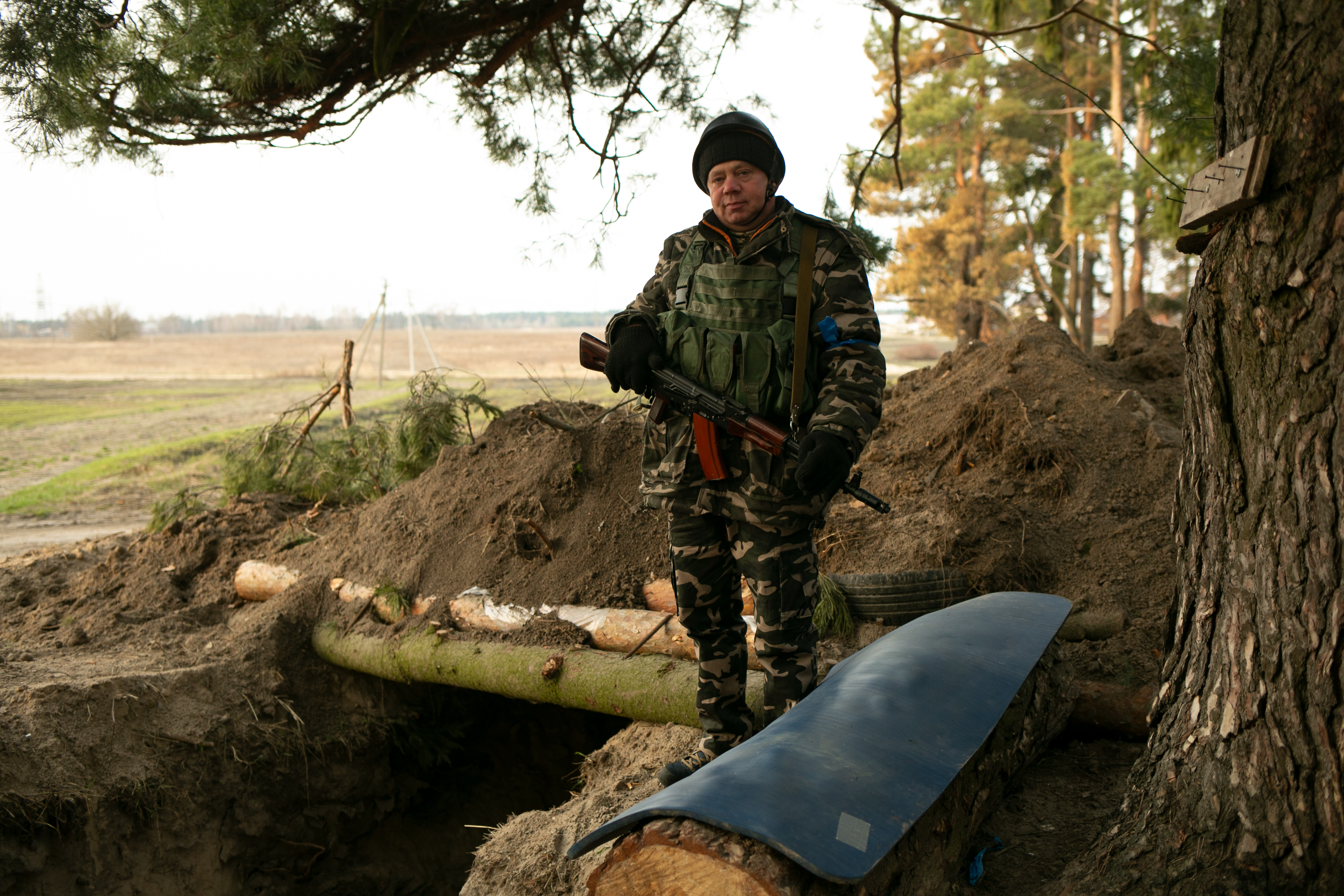
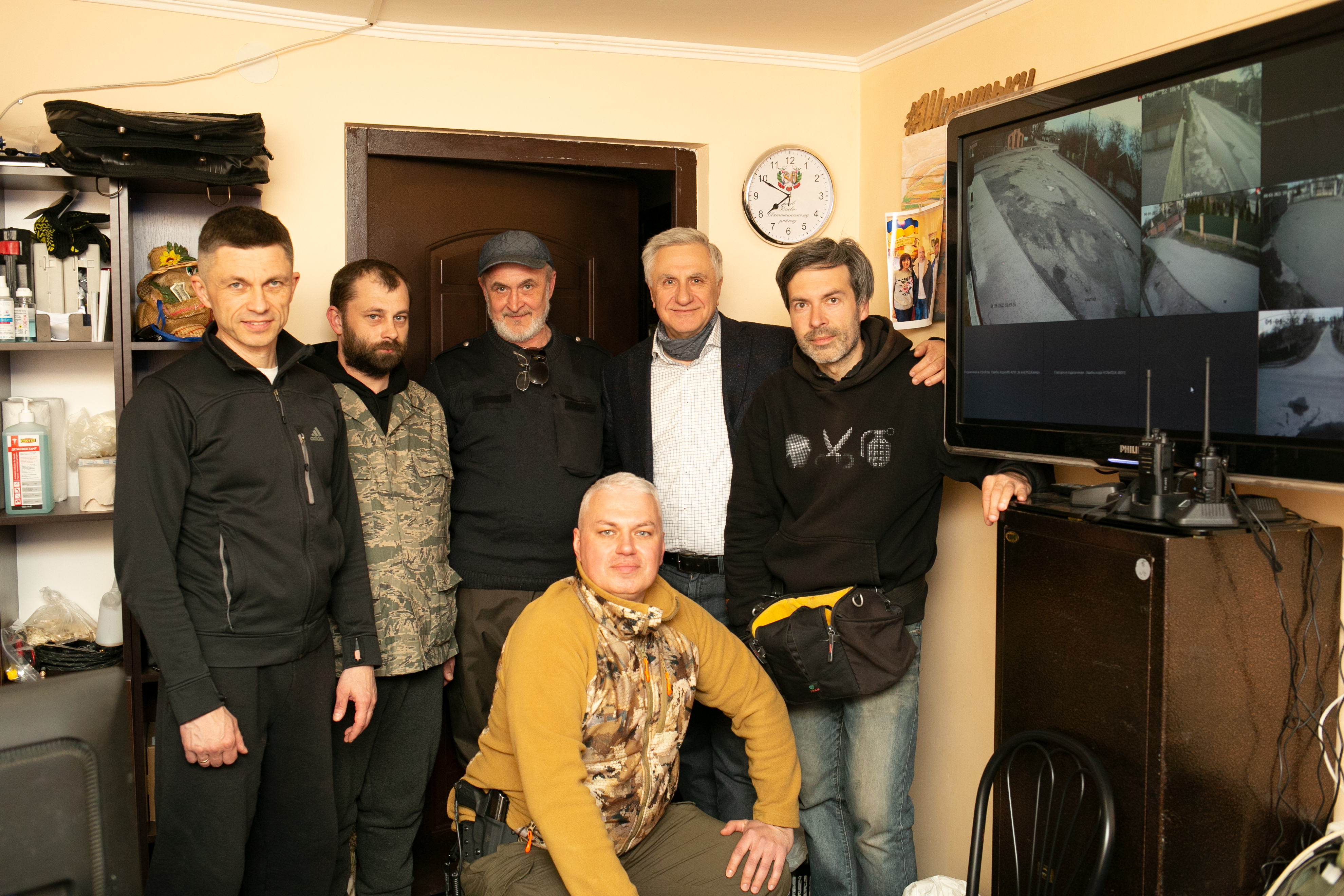
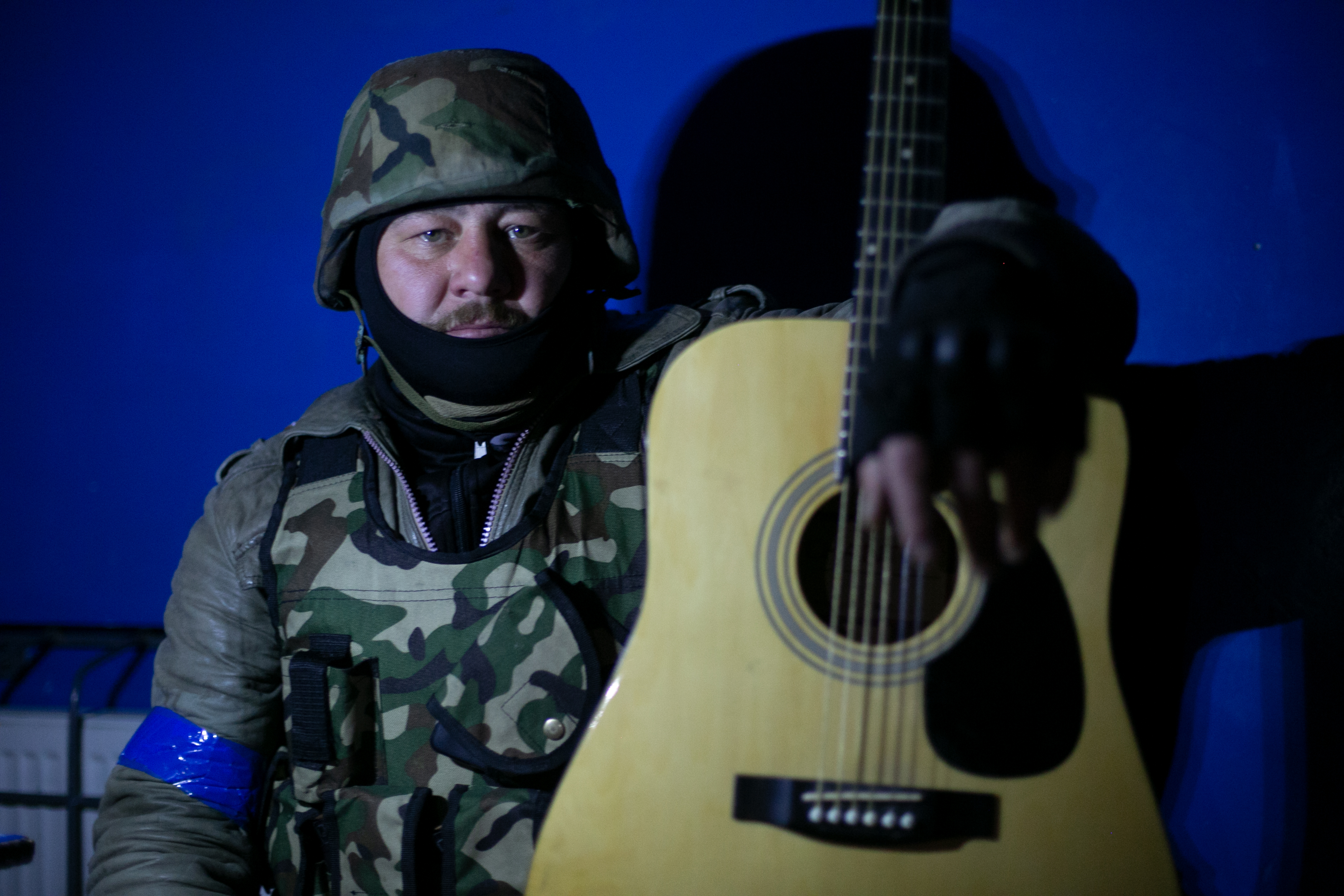
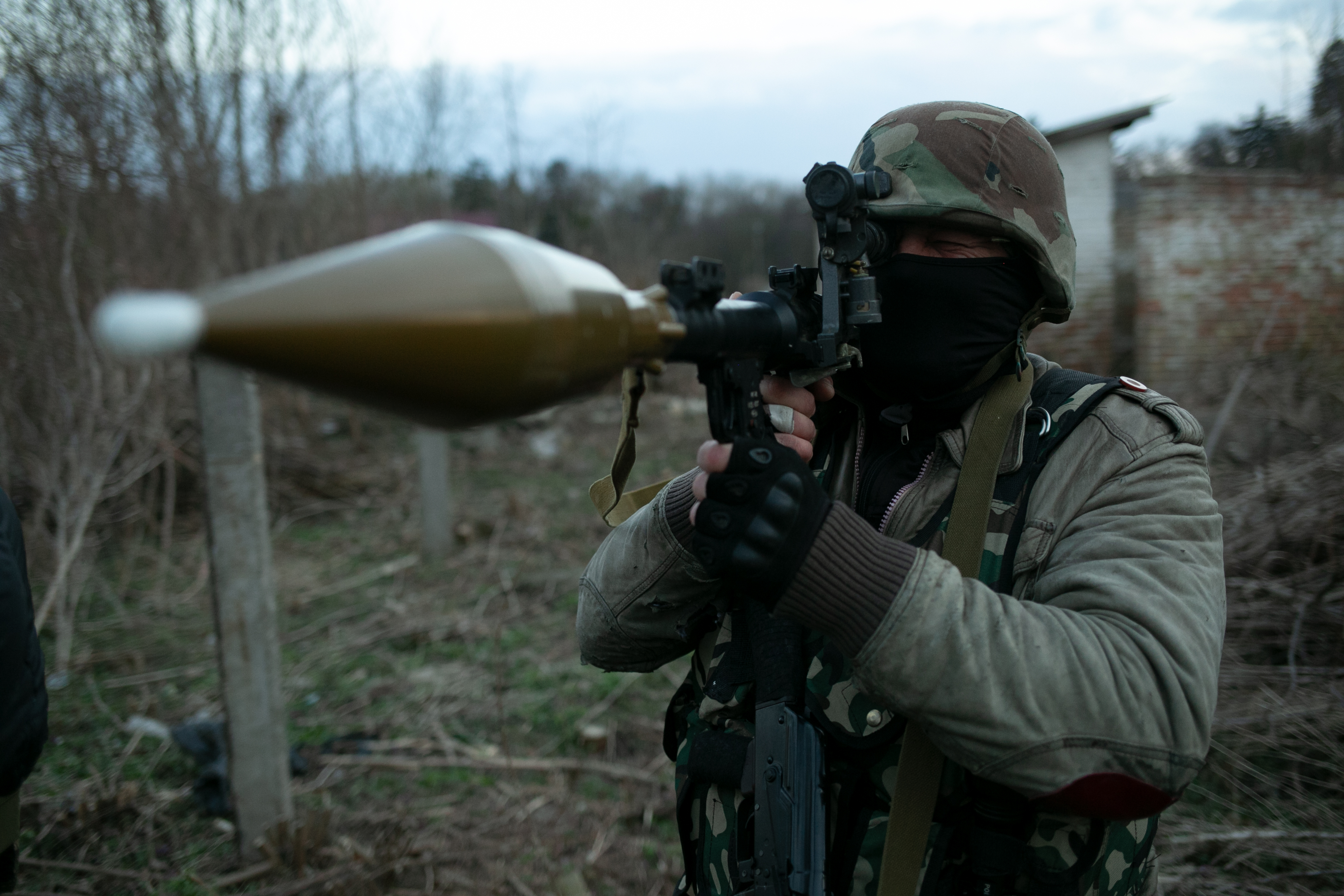
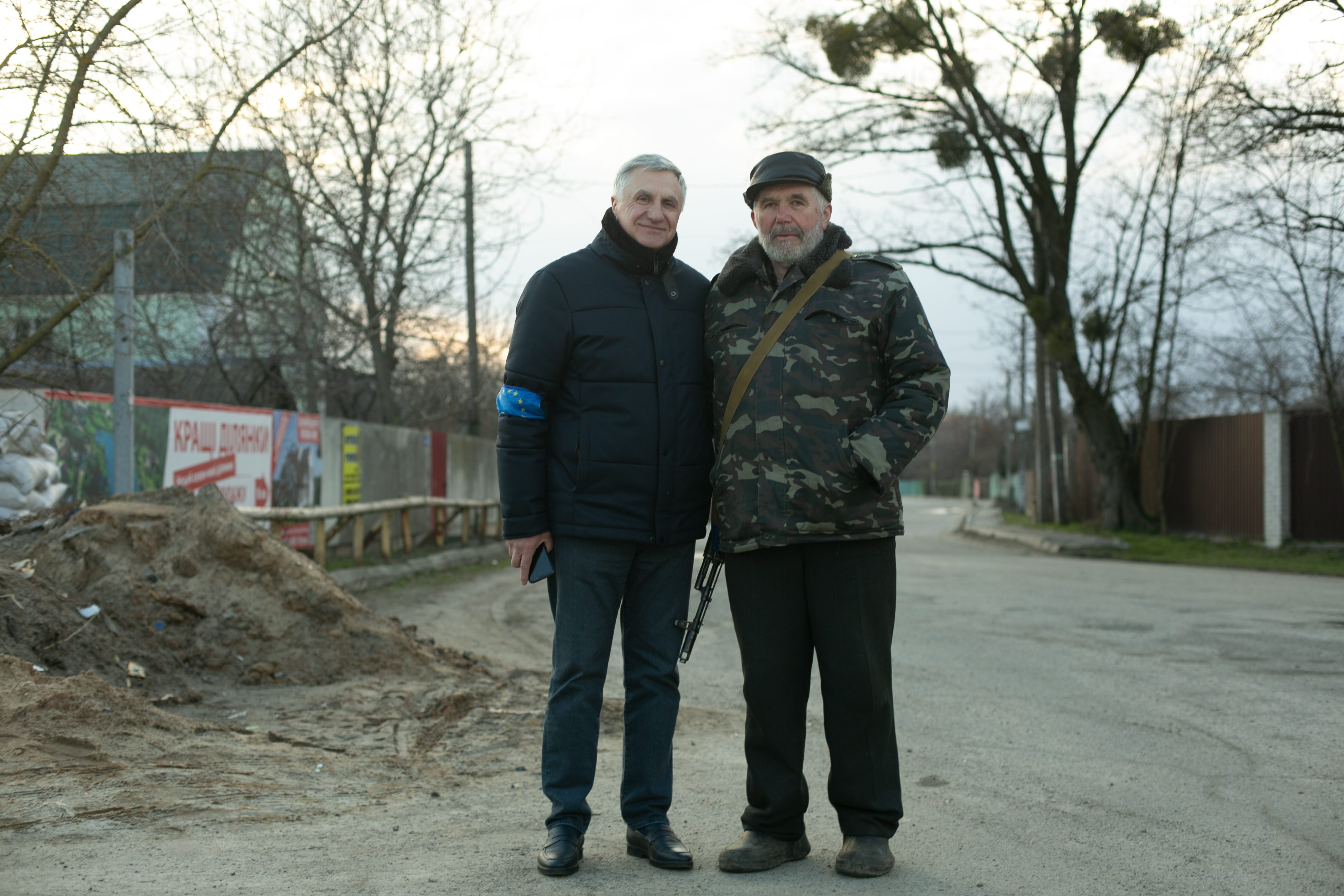
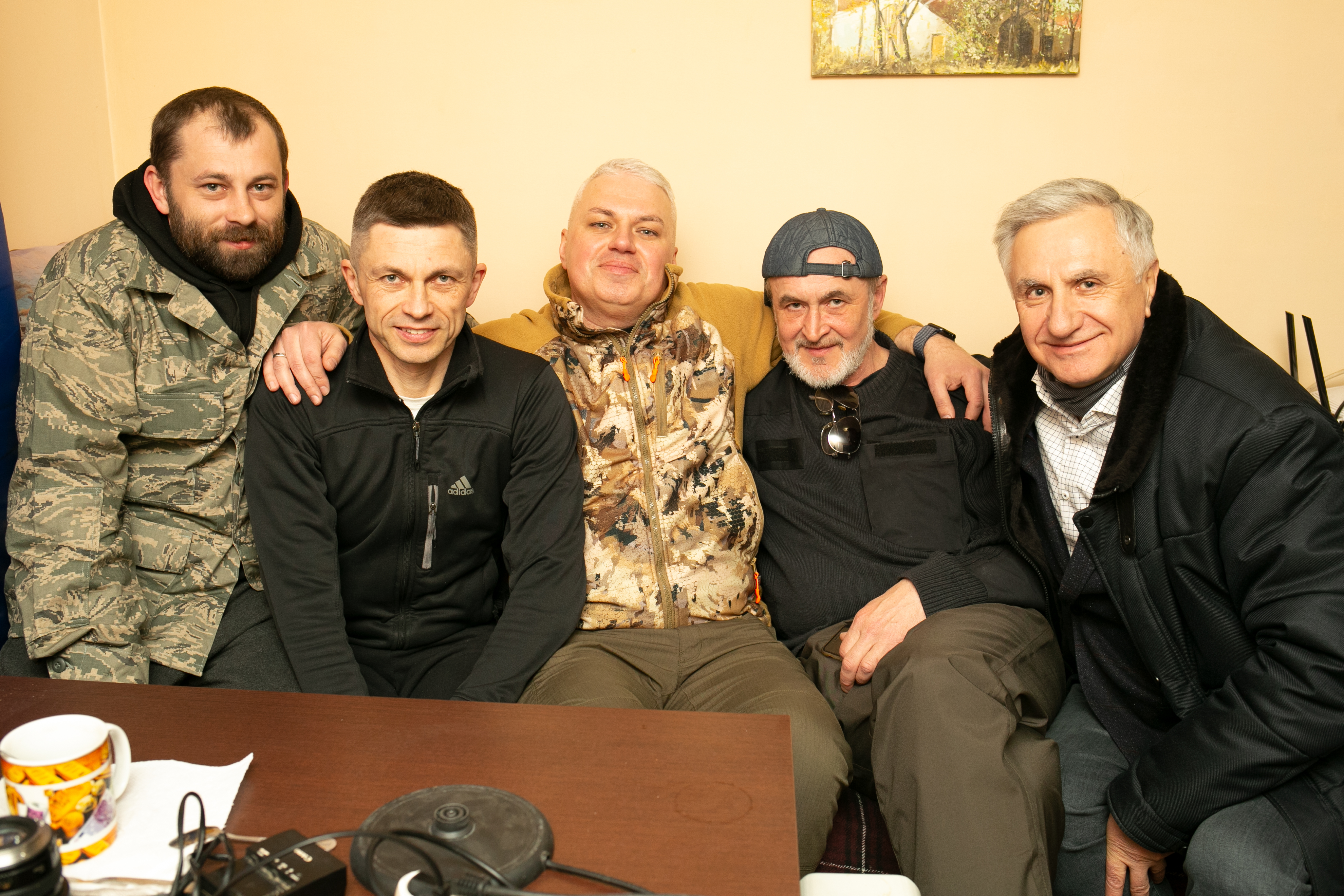
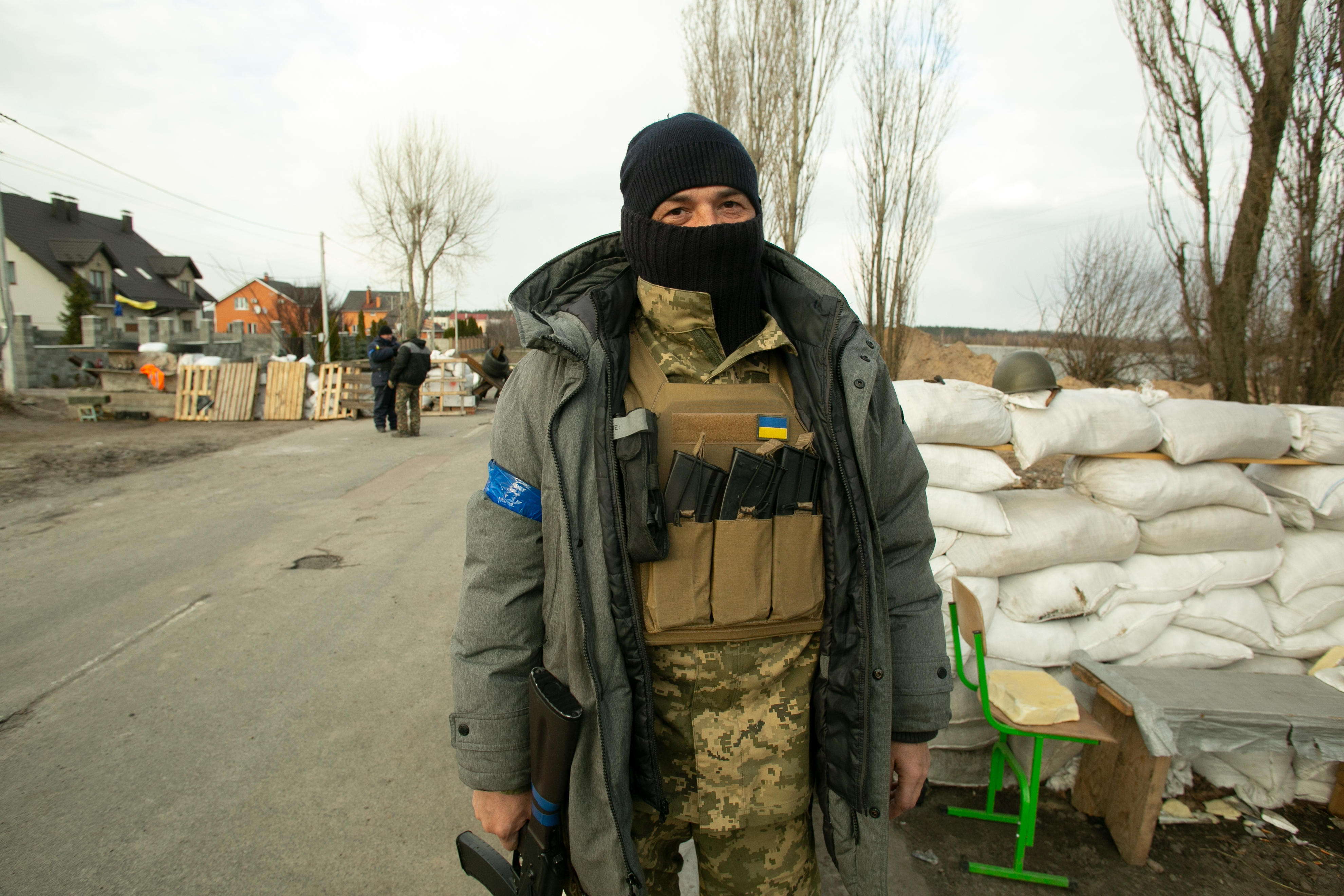
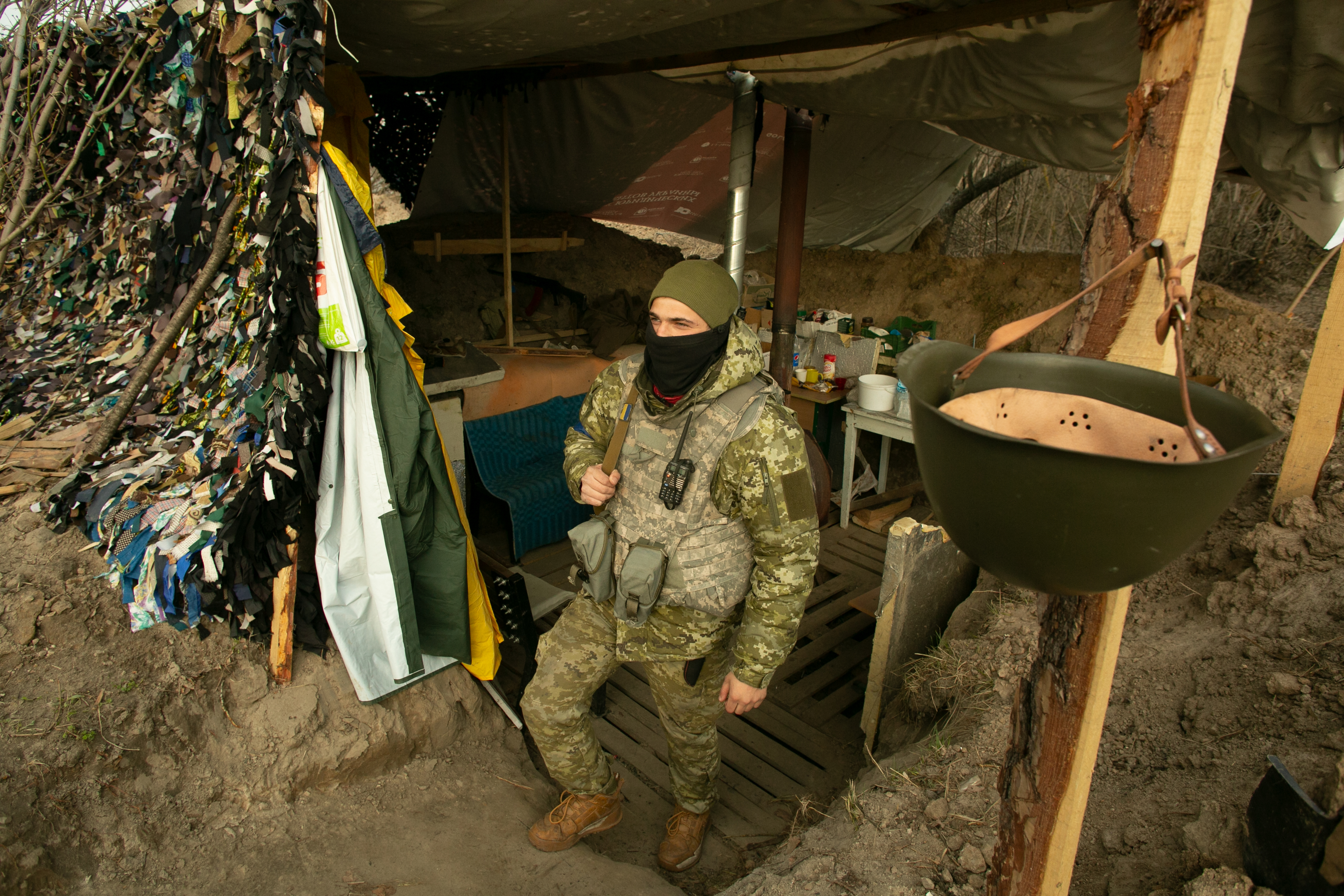
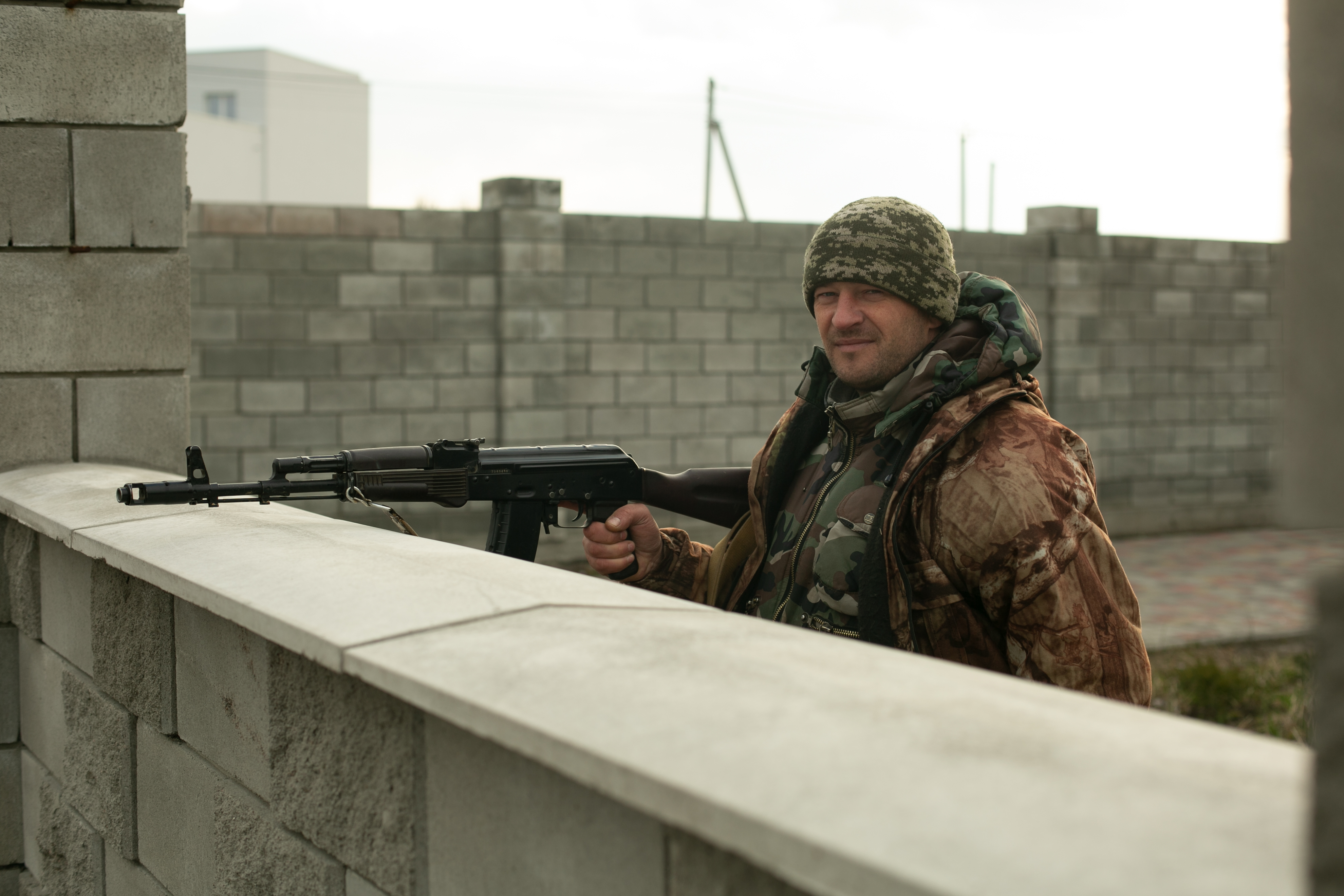
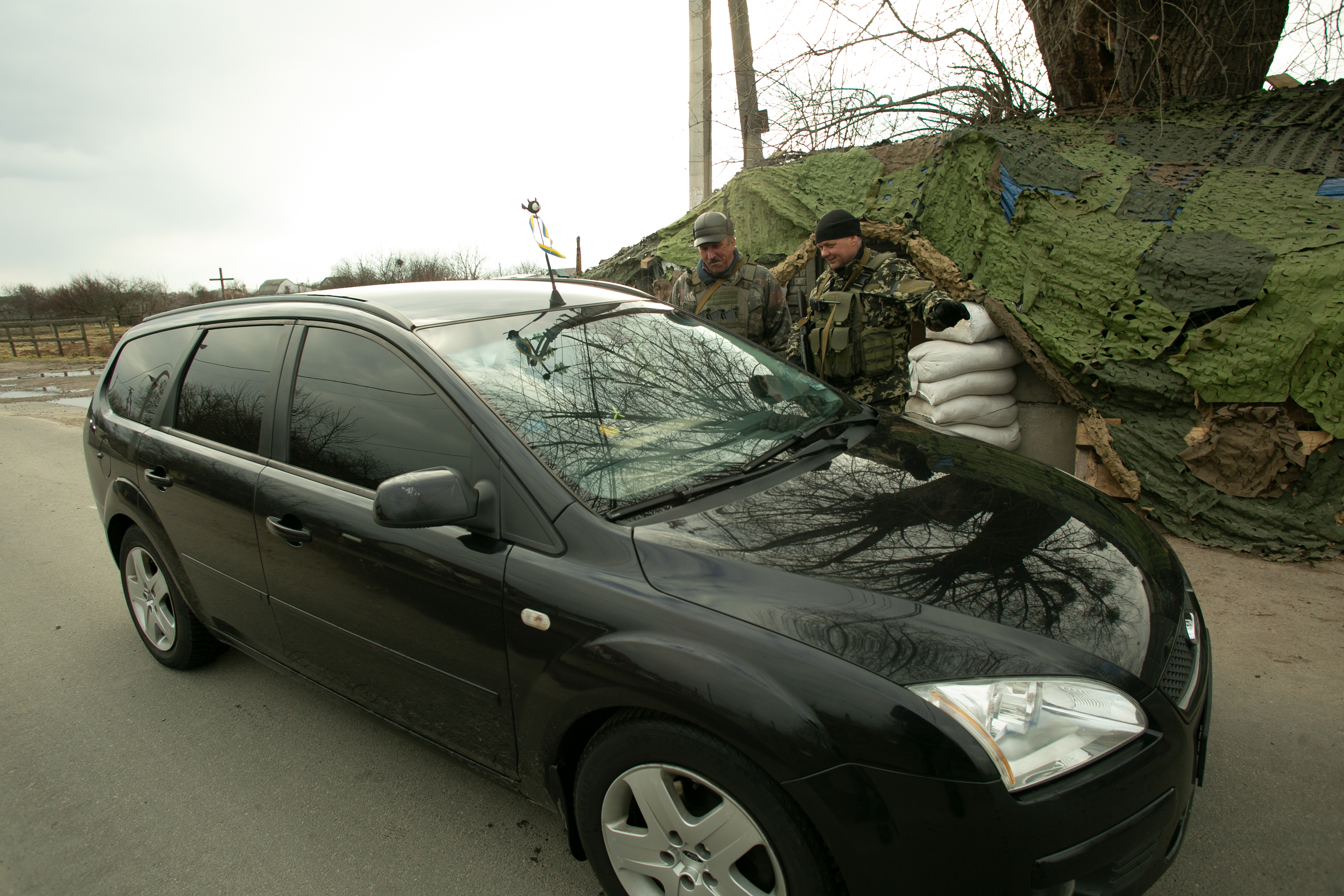
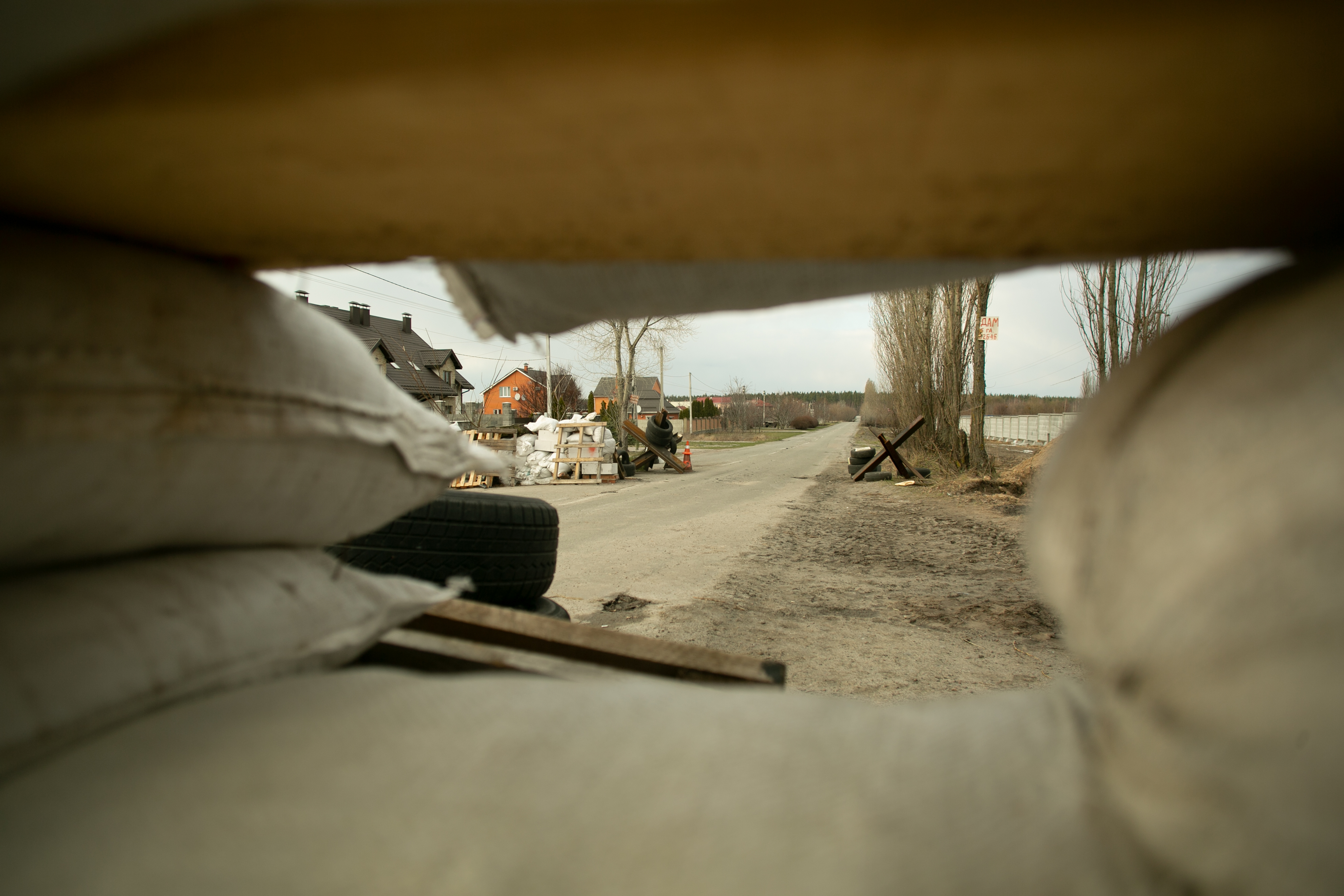
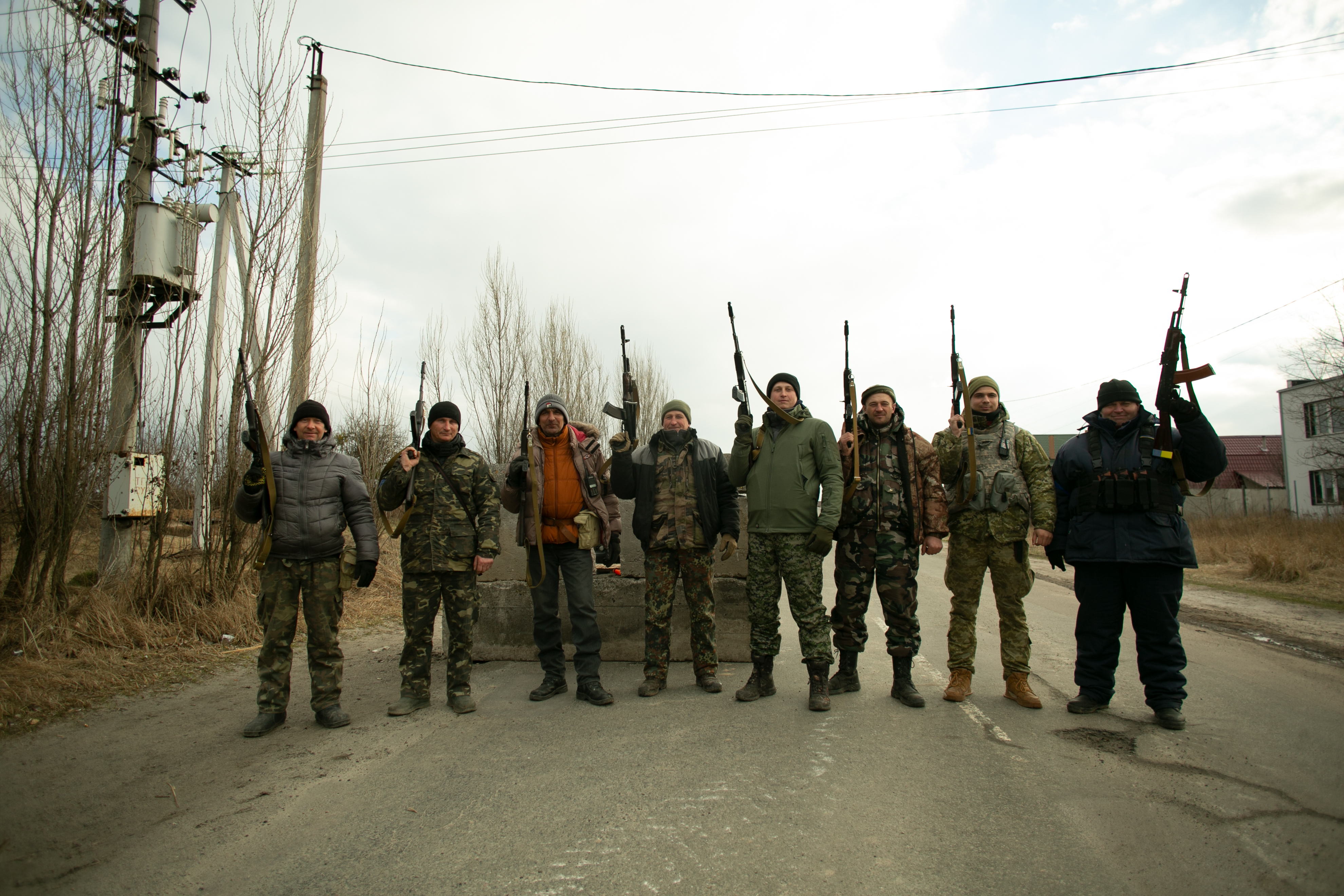
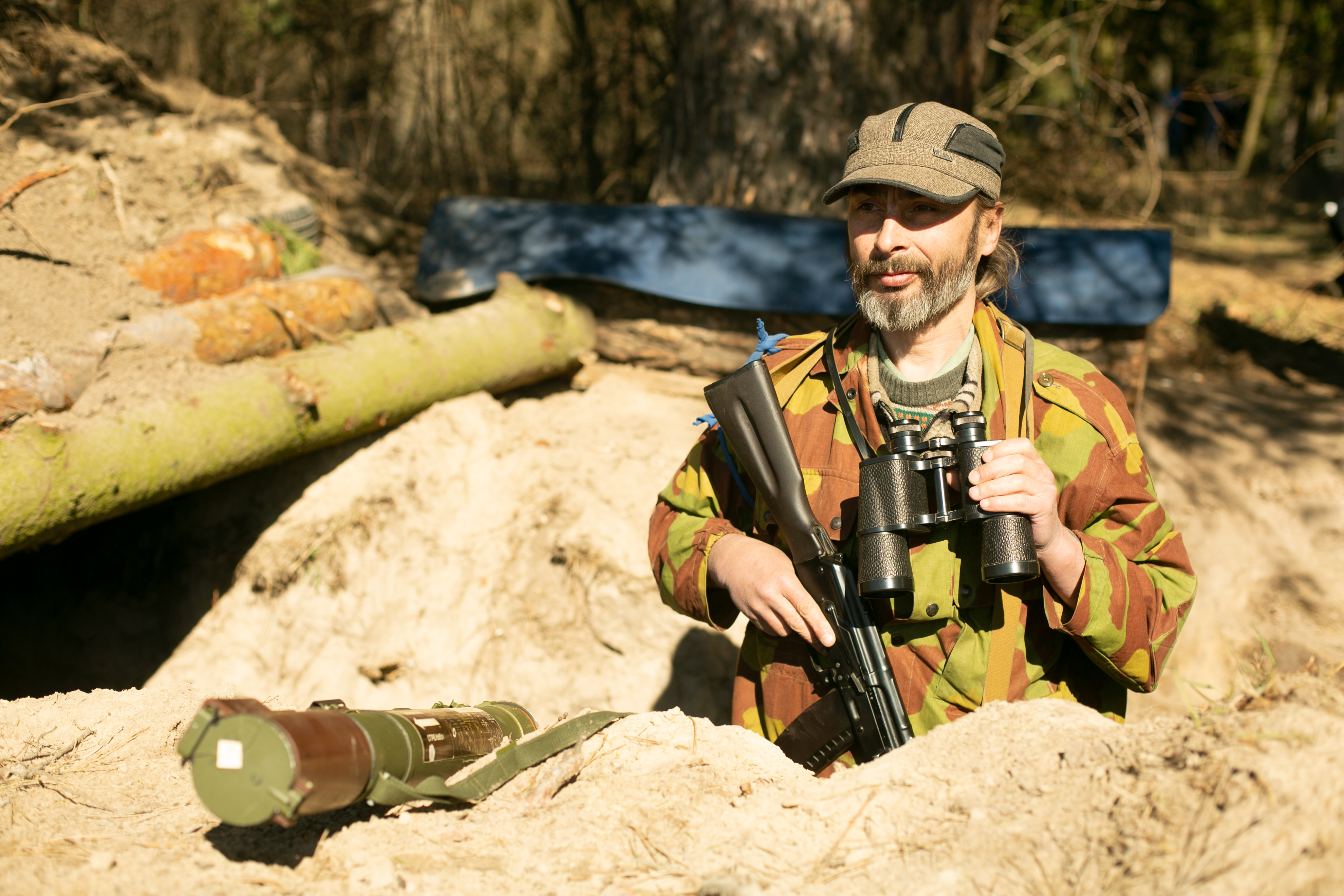
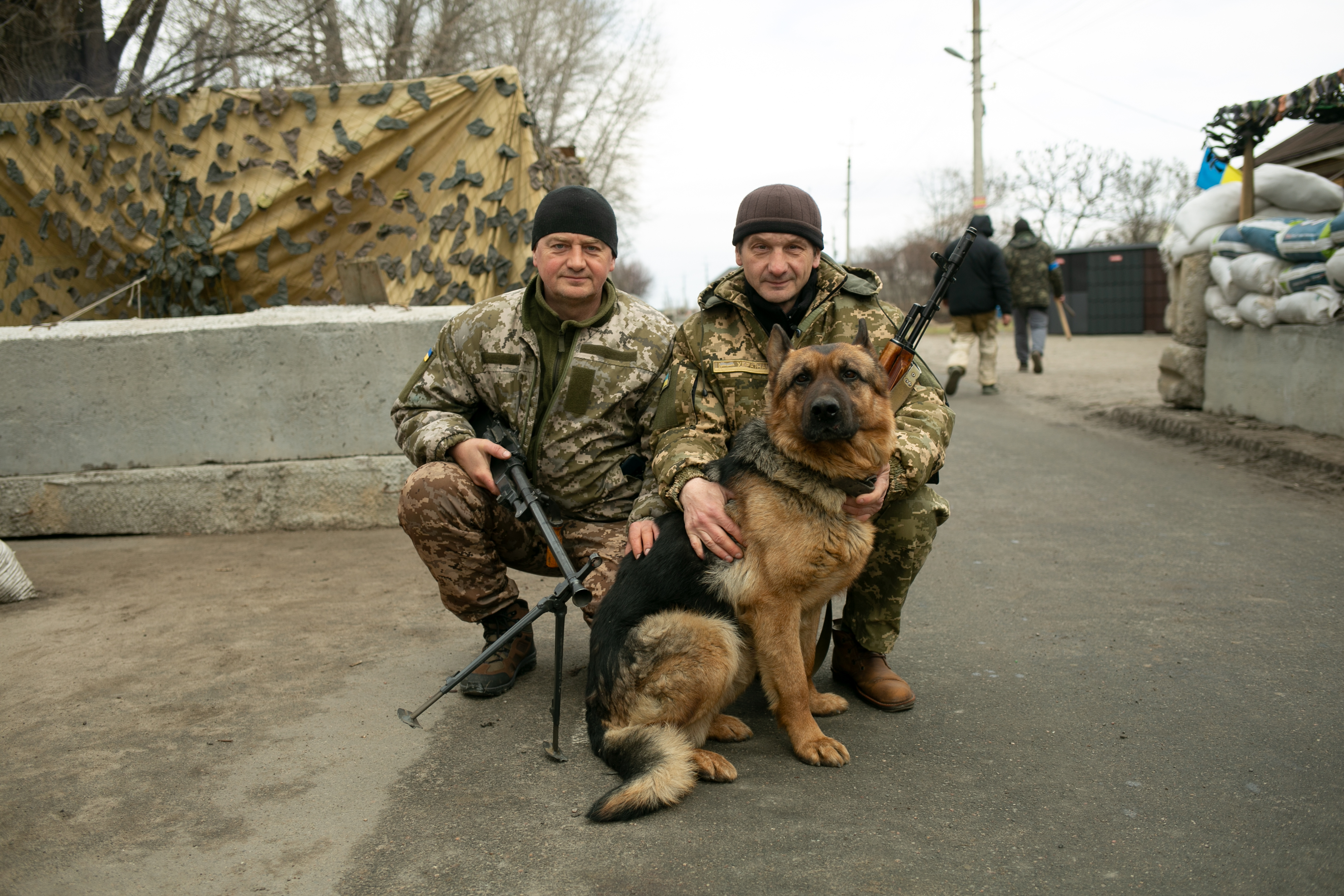
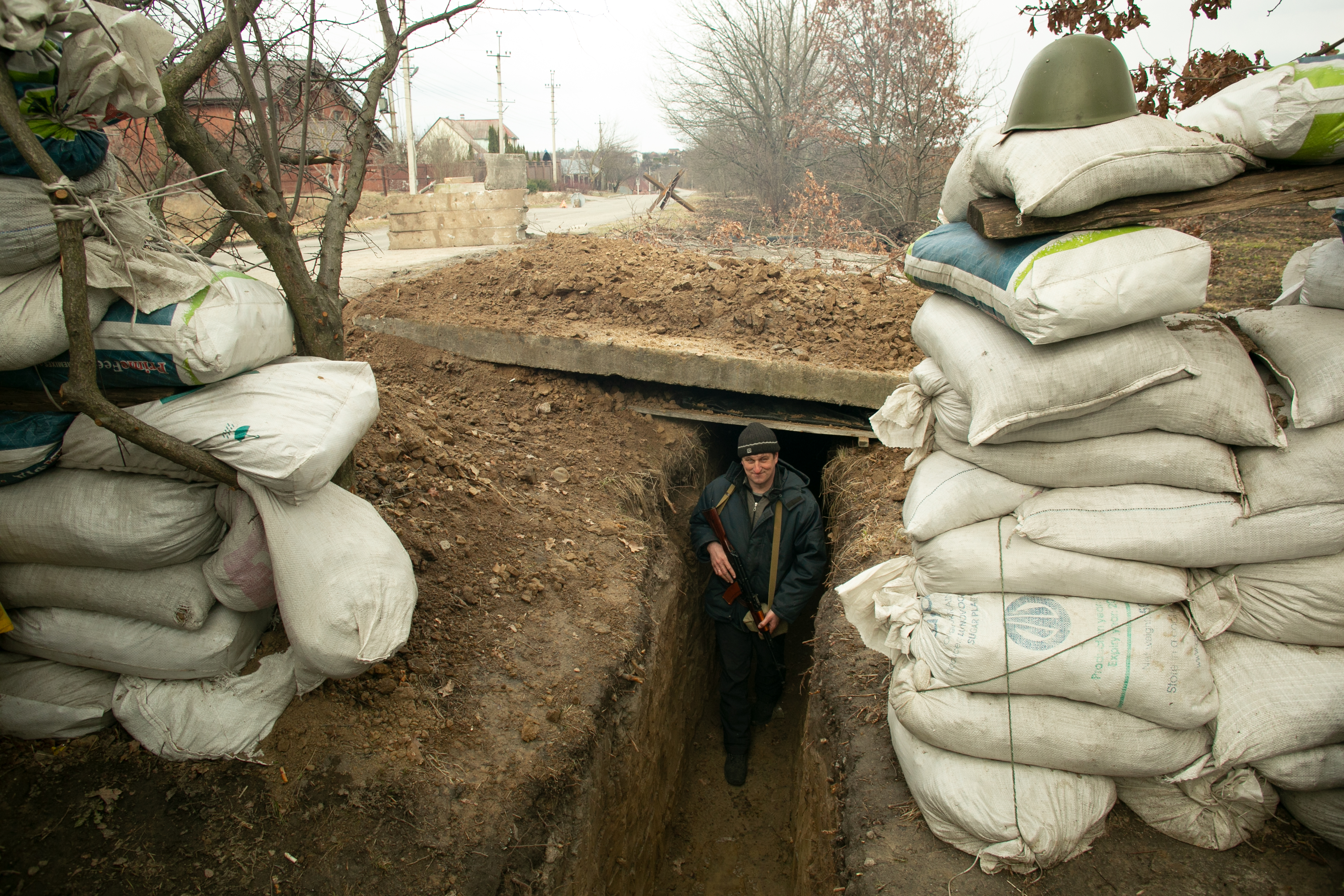
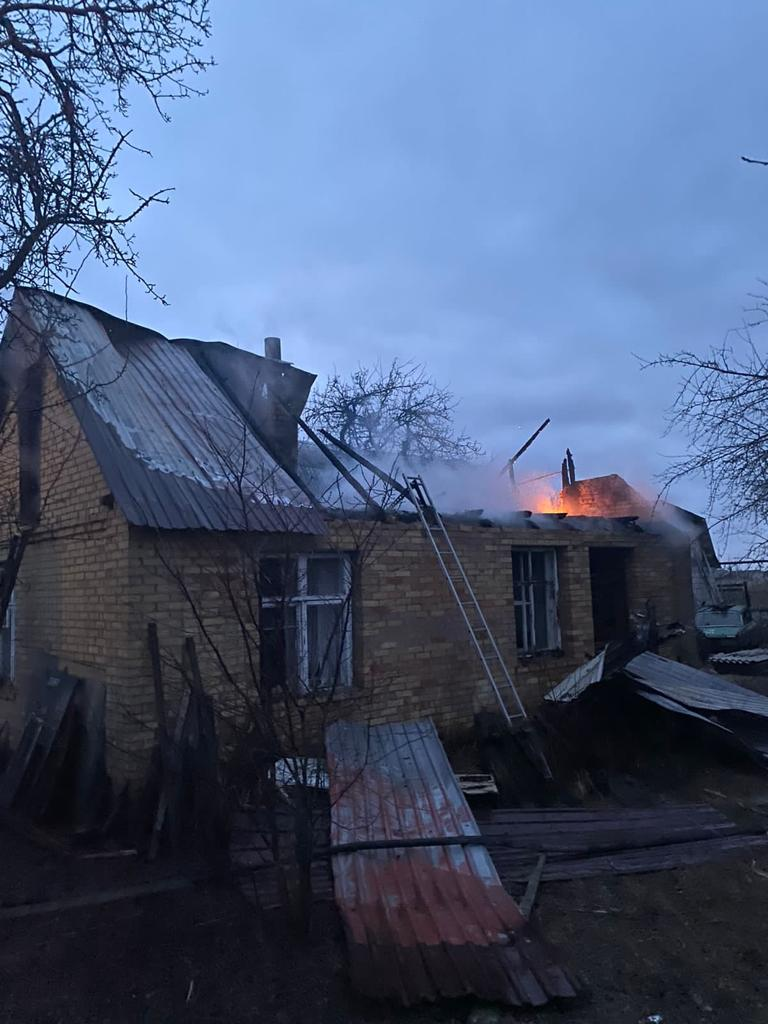
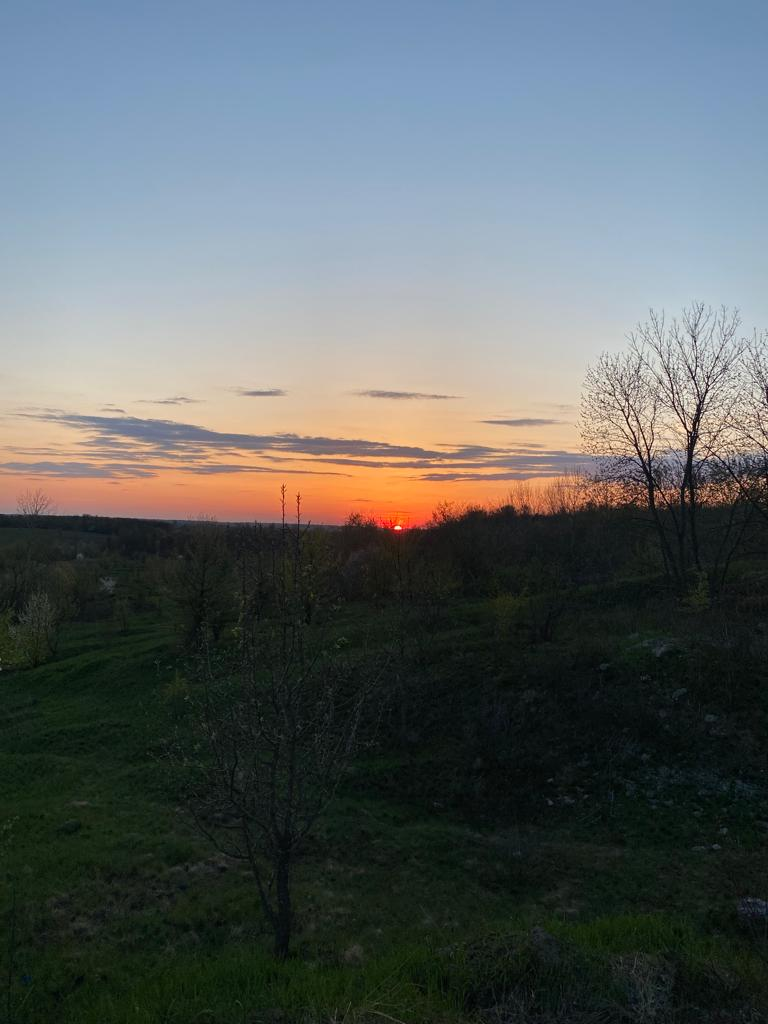
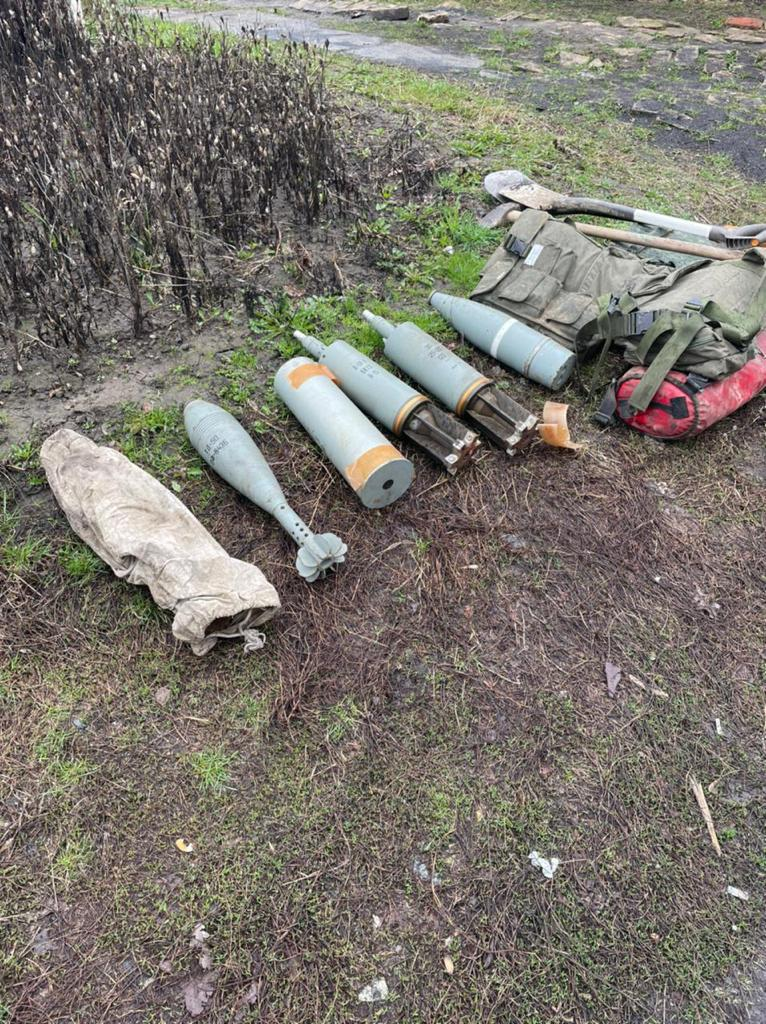
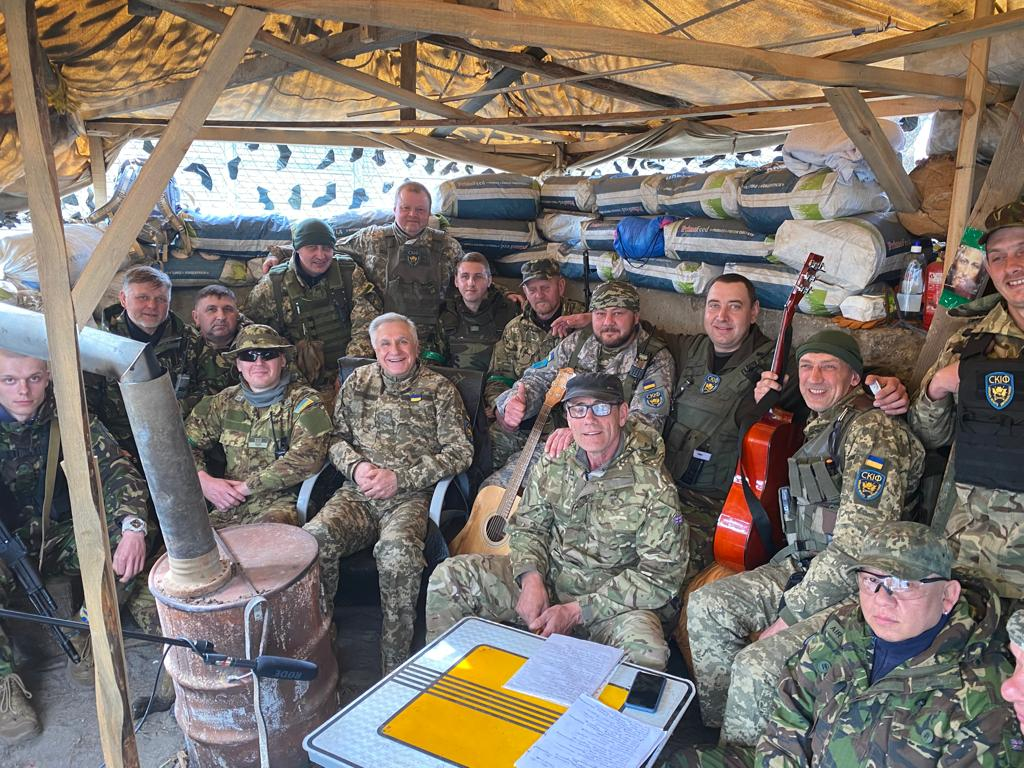
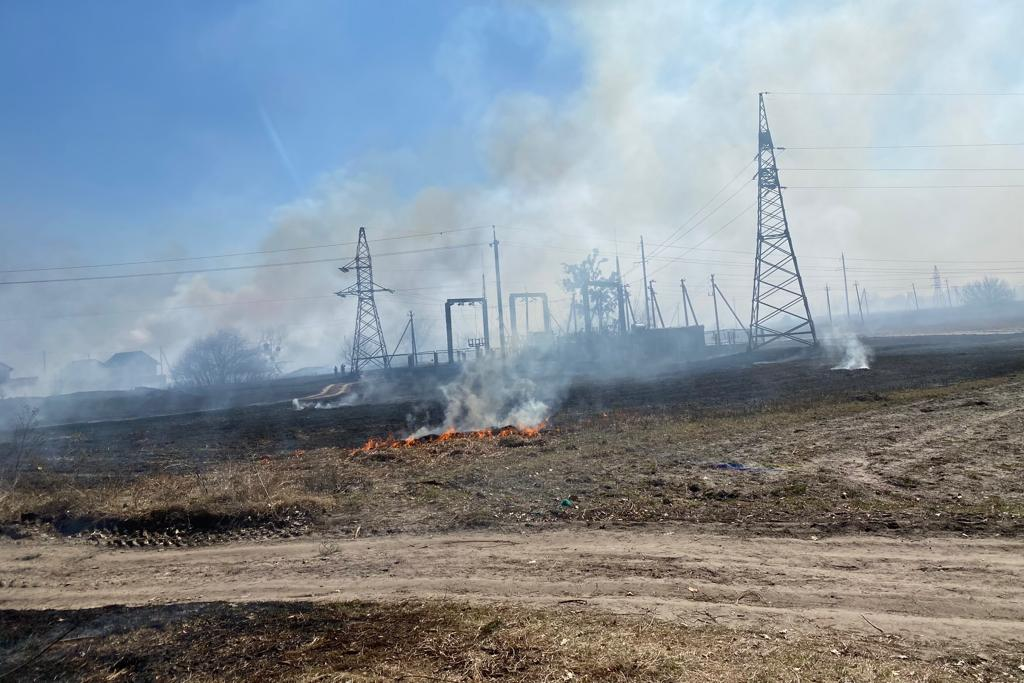
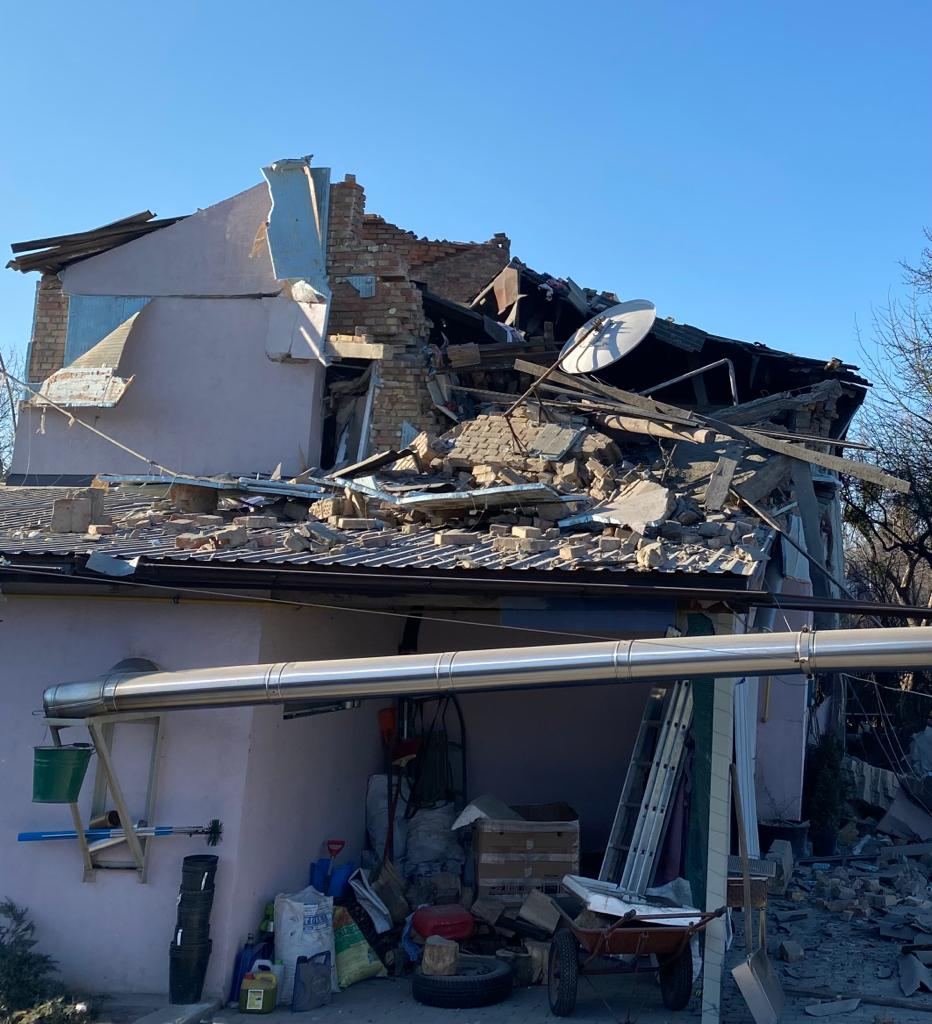
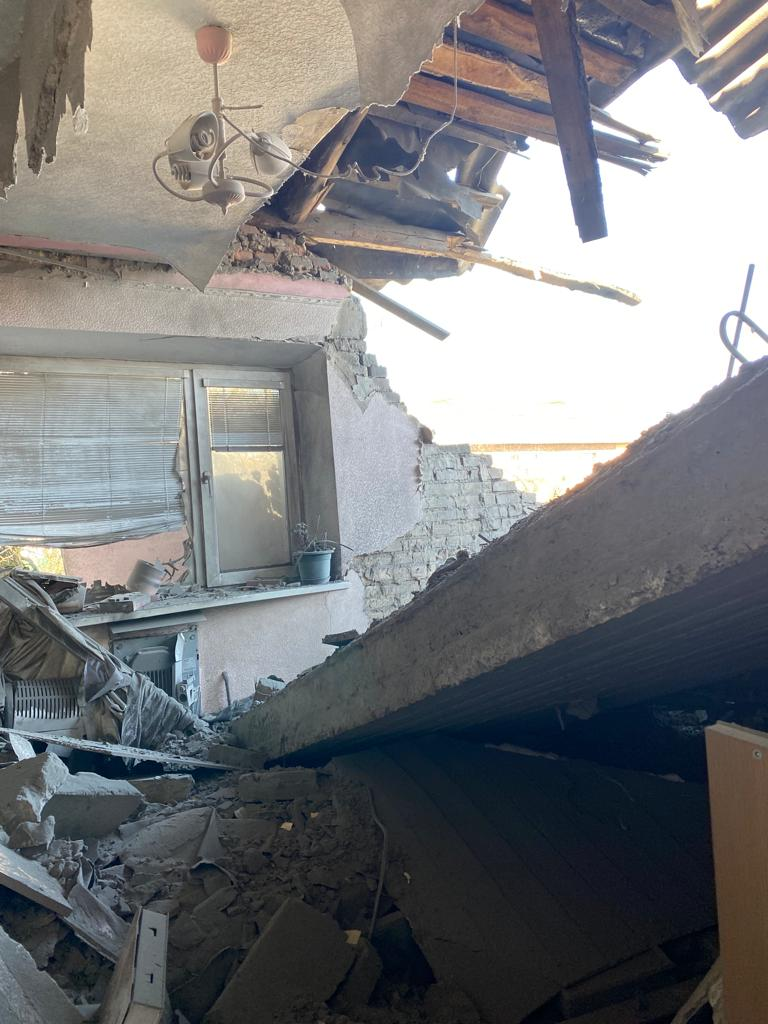
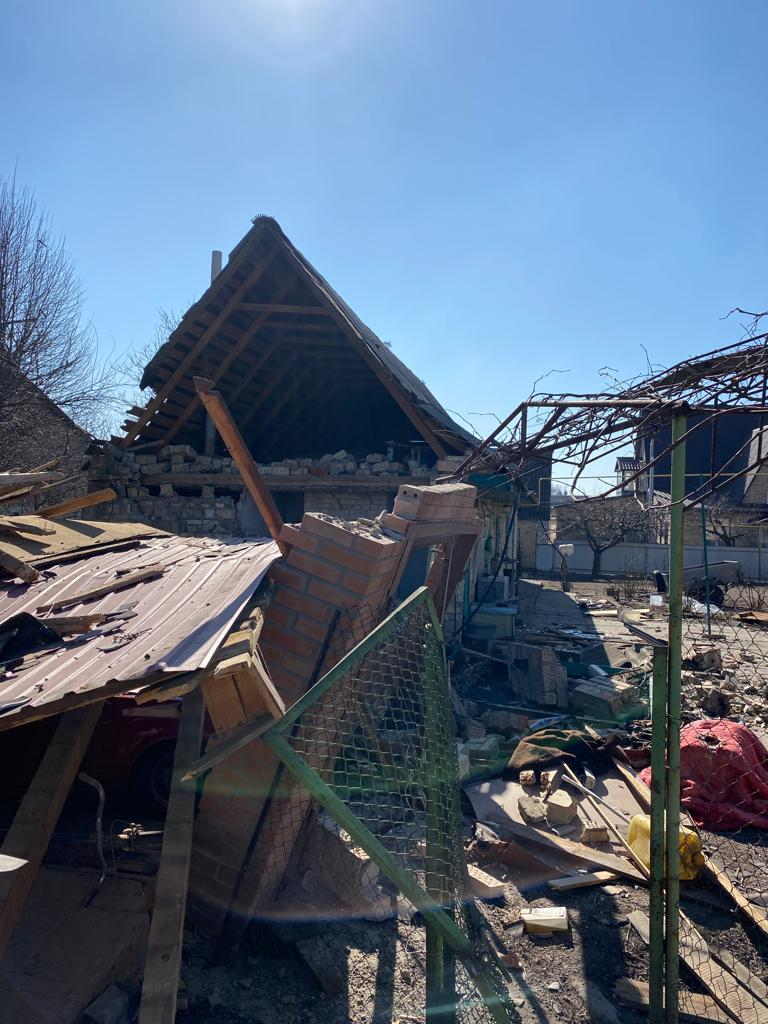
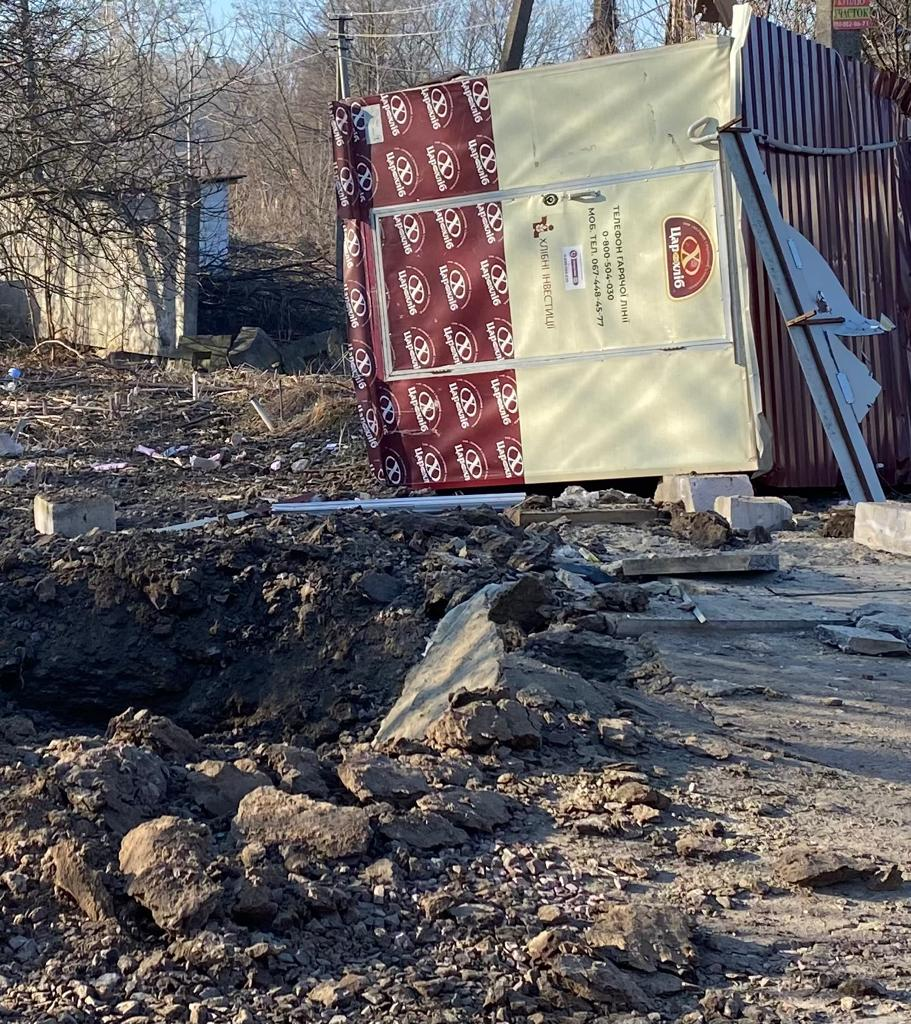
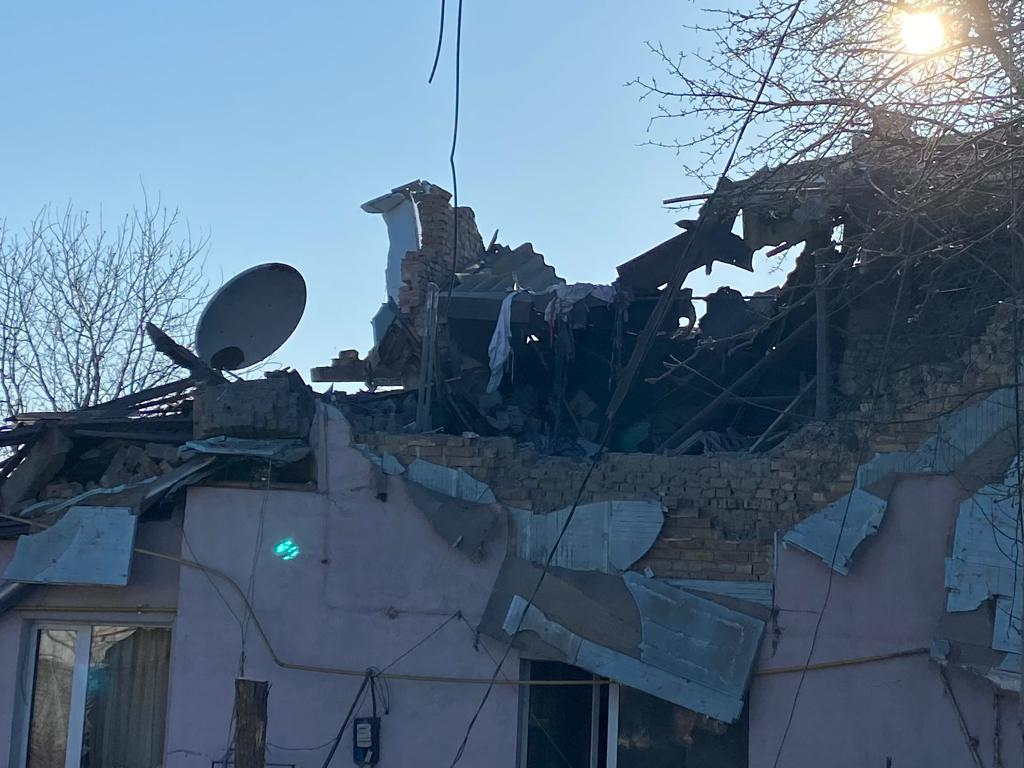
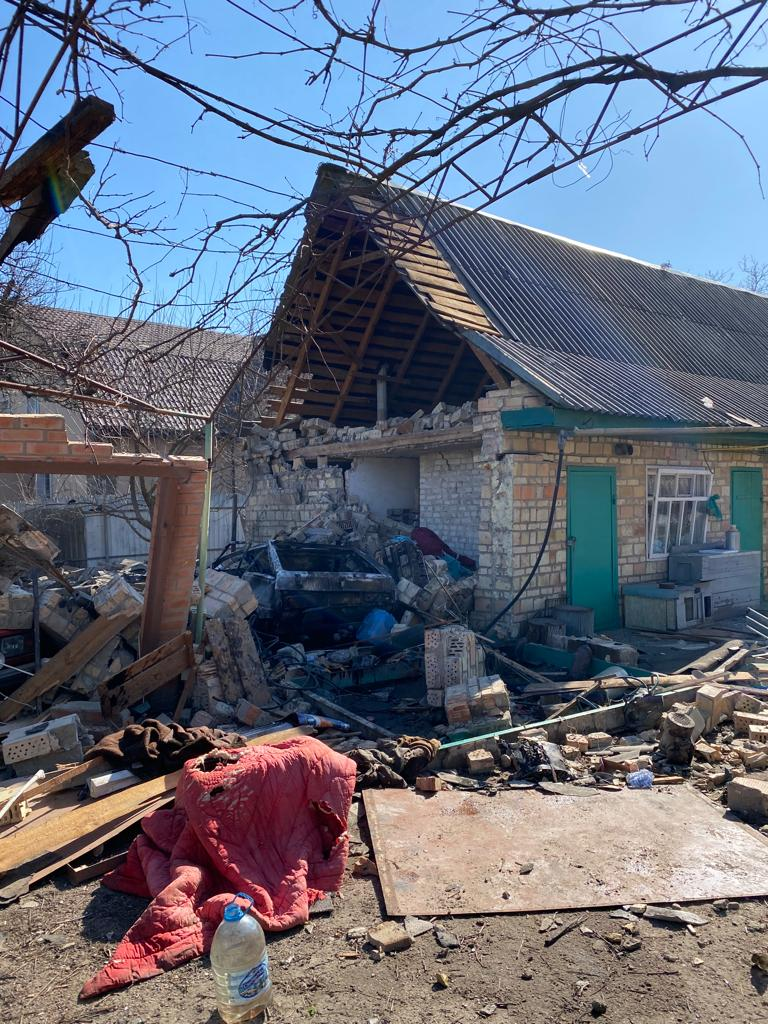
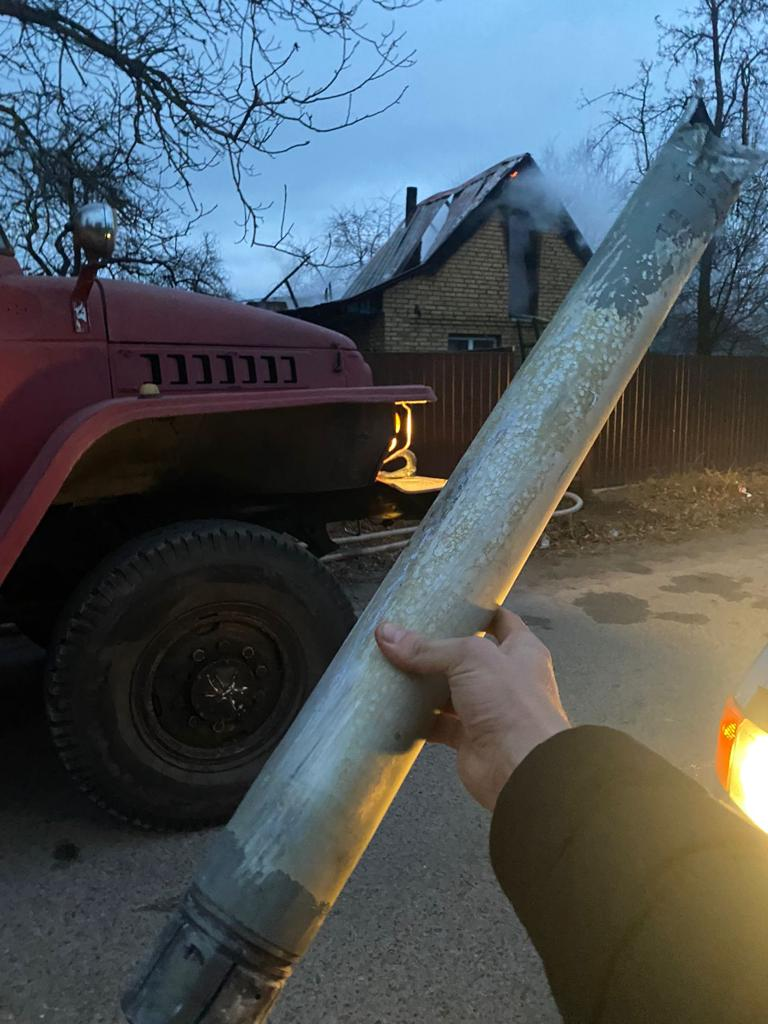
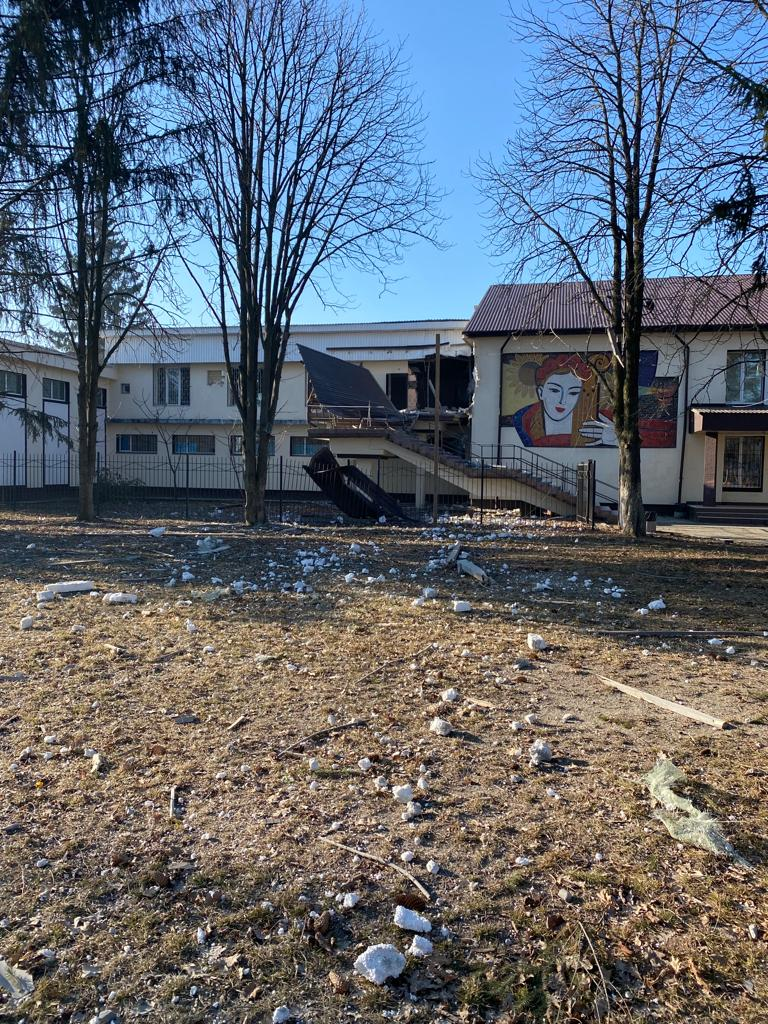
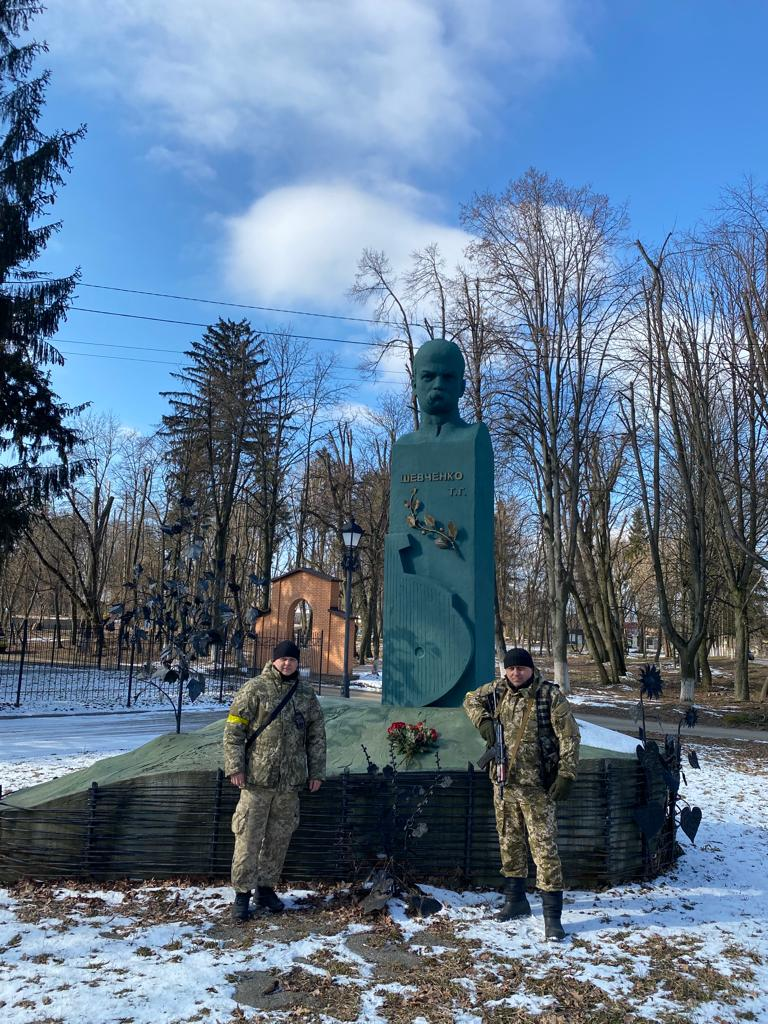